# Dinosauriërspoor
Een dinosauriërspoor is het fossiele resultaat van de voortbeweging van een dinosauriër.
Deze indrukken zijn sporenfossielen en komen wereldwijd zowel solitair als in reeksen (sporenpaden) voor, van het 246 miljoen jaar oude Baranówsporenpad (Sphingopus) uit het Onderste Midden-Trias (Anisien) van de Holy Cross Mountains in Centraal-Polen tot in het Bovenste Krijt (Bovenste Maastrichtien) van onder meer Rambla de los Gavilanes in de Baetic Mountains van Murcia (Spanje), enkele meters onder de Krijt-Paleoceengrens (circa 66 miljoen jaar geleden). In tegenstelling tot dinosauriëreieren en dinosauriërcoprolieten zijn dinosauriërsporen geen fossiele organische resten, maar versteende representaties van biologische activiteit.
Op de meeste continenten komen dinosauriërsporen zeer overvloedig voor op duizenden locaties, waardoor vele formaties meer sporen dan dinosauriërbeenderen bevatten. Ze zijn een belangrijke bron van wetenschappelijke informatie over onder meer gedrag, voortbeweging, hand- en voetanatomie, paleo-ecologie, paleochronologie en paleogeografie, maar werden ten gevolge van een wijdverspreide heropleving van de interesse voor Dinosauria pas vanaf de vroege tachtiger jaren van de twintigste eeuw naar waarde geschat. De studie van dinosauriërsporen behoort tot het terrein van de gewervelde paleontologie, maar evengoed tot het terrein van de ichnologie, waarop een goede 180 jaar geleden de eerste stappen werden gezet. Sommige onderzoekers gebruiken de term enkel om de studie van fossiele sporen aan te duiden. Anderen bedoelen zowel moderne als fossiele sporen en gebruiken de benaming paleo-ichnologie om het onderzoek naar fossiele sporen te specifiëren. De studie van recente sporen helpt vaak om fossiele sporen te interpreteren. Na decennia van verwaarlozing is de studie van dinosauriërsporen uitgegroeid tot een innovatieve, dynamische en gerespecteerde tak van de paleontologie.
De allereerste ontdekkers van dinosauriërsporen waren prehistorische volkeren die er soms symbolen naast kerfden.

## Vroege onderzoekers

### Verenigde Staten (Connecticut River Valley)

#### Edward Hitchcock

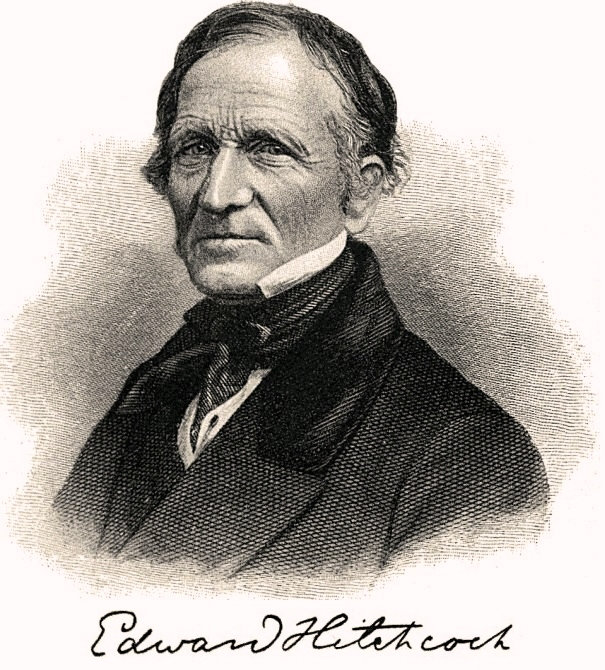
Edward Hitchcock (1793–1864), de vader van de gewervelde ichnologie.

Edward Hitchcock (Deerfield, Massachusetts, VS 1793 – Amherst, Massachusetts, VS 1864) was een Amerikaans geoloog, hoogleraar in natuurlijke theologie en van 1845 to 1854 de derde president van het Amherst College te Massachusetts. Hij wordt als de vader van de gewervelde ichnologie beschouwd en beschreef vele dinosauriërsporenpaden en andere sporen uit het Onder-Jura van de New Red Sandstone van New England, waarvan hij de meeste aan niet-dinosaurische reptielen en aan vogels toewees. Ichnology of New England. A Report on the Sandstone of the Connecticut Valley Especially Its Fossil Footmarks, een monografie uit 1858, is zijn belangrijkste publicatie met de beschrijving en toewijzing van vele ichnogenera, in het bijzonder Eubrontes en Grallator die in de huidige ichnotaxonomie nog steeds gebruikt worden. Hitchcock schreef twee uitgebreide monografieën en talrijke wetenschappelijke rapporten die een periode van dertig jaren omspannen. Zijn publicaties werden herzien door Richard Swann Lull (1867–1957), een Amerikaans paleontoloog.
Hitchcock maakte uitgebreide excursies in Connecticut River Valley die van noordelijk Massachusetts tot in Centraal-Connecticut loopt en voornamelijk uit rode zandsteen bestaat. Door deze excursies verwierf hij, naast diepe fascinatie voor de natuurlijke historie van zijn woongebied, grote geologische kennis van de vallei, niettegenstaande hij geen opleiding op dit gebied genoten had. In de loop van de jaren verwierf hij zoveel vermaardheid als expert in de plaatselijke geologie dat hij in 1825 door het bestuur van Amherst College als professor natuurlijke historie en chemie aangesteld werd. In 1833 verscheen Hitchcock's Report on the Geology, Mineralogy, Botany, and Zoology of Massachusetts. Zijn echtgenote, Orra White Hitchcock (1796-1863), zorgde voor de illustratie van het boek en maakte tussen 1830 en 1832 negen regionale, geologische landschapstekeningen en vier paleontologische illustraties van fossielen voor het boek terwijl ze ook voor hun drie jonge kinderen zorgde. De meeste van haar kunstwerken betroffen de natuur, zoals botanische aquarellen en landschapstekeningen en geologische en paleontologische illustraties voor de publicaties van haar echtgenoot en voor gebruik in het klaslokaal. Voordat ze in het huwelijk trad met Hitchcock onderwees ze gedurende vijf jaar aan het Deerfield Academy en ook een bepaalde tijd aan Amherst College. Na hun huwelijk stopte ze met lesgeven maar bleef een actief en intellectueel leven leiden.
In 1835 werd Hitchcock door een arts uit Greenfield (Massachusetts), James Deane, op de hoogte gebracht van drietenige, vogelachtige sporen in platte steenplaten afkomstig van Turner's Falls (Massachusetts). Inwoners van het nabije South Hadley kenden deze curiosa sinds een landbouwer, Pliny Moody, in 1802 zulke drietenige sporen tijdens het omploegen van zijn veld blootlegde. De sporen hadden een lengte van 31 cm. Wetenschappers van Yale en Harvard dachten dat ze afkomstig waren van de raaf van Noach. Hitchcock was de eerste Amerikaanse wetenschapper die de sporen bestudeerde en benoemde ze als Ornithichnites ('vogelsporenfossielen'), naar hun gelijkenis met sporen van vogels. Hij observeerde en bestudeerde talloze van deze drietenige sporen in de vele zandsteengroeven in de gehele vallei en hypothetiseerde dat deze afkomstig waren van gigantische loopvogels. Ze waren bij Amerikaanse inheemse bewoners al vele eeuwen bekend.
In april 1836 verscheen Hitchcocks eerste beschrijving van zeven ichnogenera 'gigantische vogels' in een artikel in The American Journal of Science, vanaf 1818 uitgegeven door Benjamin Silliman (1779–1864), professor verbonden aan Yale. The American Journal of Science publiceerde brieven en artikels op alle wetenschappelijk gebied, stond over de hele wereld hoog in aanzien en publiceert nog steeds, zij het wel nog enkel artikels over geologie. Van 1836 tot 1840 zond Hitchcock zandsteenplaten met sporen en een groot aantal afgietsels naar verenigingen voor natuurlijke historie in New York en Boston en naar wetenschappers en wetenschappelijke instellingen in Parijs, Heidelberg en Londen. In 1837 kreeg hij bezoek van de Britse geoloog, botanist en chemicus Charles Daubeny (1795–1867) om de locaties met fossiele sporen in de buurt van Amherst te onderzoeken. Tegen 1863 omvatte zijn finale lijst zeventien ichnogenera leptodactiele en zeventien ichnogenera pachydactiele 'vogels', eenentwintig ornithoïde (vogelachtige) reptielen, vijfentwintig 'andere soorten' reptielen, amfibieën, zeventien kikkers of salamanders, zes schildpadden, twee vissen, één marsupialoide en vijfenveertig insecten, kreeftachtigen en larven. Deze 151 specimina zijn afkomstig van achtendertig vindplaatsen in Connecticut River Valley. De ('voet')sporen varieerden in lengte van een inch tot de zestien inches (ca. veertig en een halve cm) van het ichnogenus Ornithichnites giganteus (sinds 1971 Eubrontes giganteus), wat in de tijd van Hitchcock betekende dat een 'vogelachtig dier' van buitenmaatse afmetingen in prehistorische tijden over de zandige of kleiige modder van wat nu Connecticut River Valley heet liep. Het waren de vroege jaren van grote opwinding over de onthullingen dat de prehistorische wereld bevolkt was met 'monsterlijke wezens'. Hitchcock onderging regelmatig aanvallen van Bijbelpuristen en collega's die het idee van leven vóór Genesis en het idee van Deep Time niet konden aanvaarden. Alhoewel Hitchcock James Deane bedankte om de sporen onder zijn aandacht te brengen, vermeldde hij in zijn artikel van 1836 niet dat Deane hem verteld had dat de sporen gemaakt waren door kalkoenachtige vogels, en hij crediteerde zichzelf voor het identificeren van de dieren als voorouders van de waadvogels. Hij beschreef hoe de tenen van de vogels in modderig zand of klei dat door de zon verhard was opeenvolgende indrukken hadden achtergelaten. Tijdens het volgende natte seizoen werden deze bedekt met door wind en water aangevoerd materiaal. Dit proces herhaalde zich, waardoor opeenvolgende zandsteenlagen gevormd werden. Hitchcock vergeleek de drietenige sporen met die van hedendaagse waadvogels om de analogieën met vogels te onderbouwen. Enkele ichnogenera die Hitchcock beschreef en benoemde zijn bv. Otozoum Hitchcock 1847, Eubrontes Hitchcock 1847 (het Connecticut staatsfossiel) en Anomoepus Hitchcock 1848. Deze namen verwijzen specifiek naar de sporen zelf, níét naar de dinosaurërsoorten die ze achterlieten, want het is moeilijk, zo niet onmogelijk om voor fossiele sporen exact te bepalen welke soort deze achterliet. Gebaseerd op hun duidelijk geklauwde, drietenige vorm echter, nam Hitchcock aan dat de sporen door gigantische loopvogels gemaakt werden. Nu weet men dat Anomoepus en andere ichnogenera van Connecticut River Valley door dinosauriërs en andere reptielen uit het Onder-Jura achtergelaten werden. Maar op het moment dat Hitchcock zijn onderzoek van de sporen begon (1835), was de benaming 'Dinosauria' nog onbekend. Pas zeven jaar later, in 1842, zou de Britse paleontoloog Sir Richard Owen deze invoeren om drie van de vroegst beschreven dinosauriërsoorten (Megalosaurus Buckland (1824), Iguanodon Mantell (1825) en Hylaeosaurus Mantell (1833)) waarvan hij vond dat ze in vorm overeenkwamen samen te brengen in een onderorde saurische reptielen: Dinosauria. Voor de wetenschap die versteende 'vogelsporen' bestudeert bedacht Hitchcock de term 'ornitho-ichnologie' (Ornithichnology), later afgekort tot 'ichnologie'. Tegenwoordig omvat deze wetenschap niet enkel de studie van fossiele ('voet')sporen, maar ook die van fossiele eieren (onder meer dinosauriëreieren), fossiele uitwerpselen (coprolieten) en andere fossiele levenssporen, ook van ongewervelden, zoals graafgangen en kruipsporen.
In 1841 werd Hitchcocks Final Report on the Geology of Massachusetts gepubliceerd. Voor dit boek herbezocht hij de paleosites met fossiele sporen in de buurt van Amherst die hij in 1837 met Charles Daubeny had bezocht, en onderzocht er ook nieuwe. Hij beschreef er ook zandsteenplaten in met sporen die hem door Dexter Marsh uit Greenfield bezorgd waren. Het boek was een grote aanvulling van zijn artikel uit 1836 omdat er zestig bladzijden aan de fossiele sporen van Connecticut River Valley gewijd werden, met de herbenoeming van enkele ichnospecies (ichnosoorten). Omdat het aantal sporen tegenover zijn artikel uit 1836 uitgebreid was, onderscheidde, beschreef en benoemde Hitchcock tien ichnosoorten Sauroidichnites (reptielachtige sporen gelijkend op die van hagedissen) en zeventien ichnosoorten Ornithoidichnites (sporen gelijkend op die van vogels), en verwees in zijn beschrijvingen ook naar de vele lithografische en gegraveerde platen in het boek. Hij wees erop dat de lengte van de pas bij de grotere sporen aantoont dat de poten van de dieren die deze sporen achterlieten te lang waren om een lichaam zoals dat van levende Sauria te ondersteunen, maar wel een lichaam zoals dat van een vogel. Hitchcock vestigde ook speciale aandacht op een steenplaat met het ichnospecies Ornithoidichnites elegans, gevonden in het zuidwestelijke deel van Montague door Dexter Marsh. Dit was een van de twee zandsteenplaten met turckey tracks die in 1835 door James Deane aan hem gerapporteerd werden. Hitchcock benoemde een nieuw ichnospecies naar Deane, Ornithoidichnites Deanii, omdat Deane de eerste was die hem op het bestaan van de fossiele sporen wees. Toen in 1843 beenderen gevonden werden van moa's, grote loopvogels die een hoogte van 2,7 meter konden bereiken en die pas in de late dertiende eeuw in Nieuw-Zeeland uitstierven, beschouwde Hitchcock dit als de bevestiging van zijn overtuiging dat de grote, drietenige sporen van Connecticut River Valley van grote loopvogels uit moderne tijden afkomstig waren.

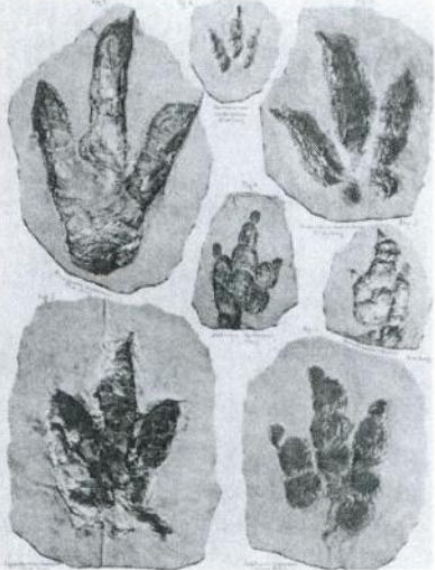
De ichnogenera Brontozoum en Amblonyx. Tekeningen door Edward Hitchcock in zijn monografie uit 1858.

In 1848 beschreef Hitchcock in een grote verhandeling over de Connecticut River Valley sporen, later uitgegeven als boek met de titel The Fossil Footmarks of the United States and the Animals that Made Them, tweeëndertig bipedale (tweevoetige) en zeventien quadrupedale (viervoetige) sporenmakers. Hiervan waren volgens Hitchcock tweeëntwintig ichnogenera vogels en twee waarschijnlijk bipedale Batrachia (een klade amfibieën die kikkers en salamanders omvat). De overblijvende acht fossiele ('voet')sporen kunnen ook van vogels geweest zijn, maar zouden volgens Hitchcock meer waarschijnlijk van ofwel hagedissen of wel van Batrachia afkomstig geweest zijn.
Tegen 1850, toen meer skeletten van Dinosauria ontdekt waren, geloofden vele paleontologen, waaronder ook Richard Owen, dat de Connecticut River Valleysporen afkomstig waren van deze reptielen. In 1855 verkreeg Hitchcock van Roswell Field (1804-1882) uit Gill (Massachusetts) een ongewone zandsteenplaat die bijna een ton woog en vier gigantisch grote sporen van een tweevoetig dier droeg in associatie met sleepsporen van een staart. Hij benoemde het ichnospecies Gigadipus caudatus (Hitchcock, 1855). In de huidige ichnotaxonomie luidt de naam Eubrontes caudatus (Hitchcock, 1855). Het ressorteert onder de ichnofamilie Eubrontidae, ichnogenus Eubrontes. Hitchcock schreef aan Benjamin Silliman dat Gigadipus caudatus een verhelderend licht zou kunnen werpen op de fossiele sporen van Connecticut River Valley en dat hij vreesde dat het de theorie dat de sporen door vogels achtergelaten werden weleens zou kunnen ondermijnen of zelfs volledig ontkrachten. In mei 1856 publiceerde Hitchcock over Gigadipus caudatus dat er zeer sterke aanwijzingen zijn dat het dier dat deze sporen maakte een enorme tweevoeter was met een zeer lange staart. Hij schreef dat het geen vogel kon geweest zijn en dat vele van deze uitgestorven dieren tot een groep kunnen behoord hebben die intermediair was tussen de lagere klassen gewervelden en de vogels. Omdat we nu weten dat Theropode Dinosauria de voorouders van de vogels waren, lijkt dit een vooruitziend inzicht. Niettegenstaande Hitchcock door de jaren 1850 twijfels onderhield, hield hij echter toch vast aan zijn oude theorie dat de fossiele sporen van Connecticut River Valley gemaakt waren door moderne vogels, en in 1858 verdedigde hij deze in zijn publicatie Ichnology of New England. A Report on the Sandstone of the Connecticut Valley Especially Its Fossil Footmarks. Tot zijn dood in 1864 behield hij zijn visie.
Om een spoor en vooral een reeks opeenvolgende sporen van één dier (een sporenpad) te beschrijven en het dier dat de sporen achterliet te kunnen plaatsen in de nauwst verwante ichno-orde of het nauwst verwante ichnogenus, definieerde Hitchcock dertig te gebruiken kenmerken. In zijn monografie uit 1858 realiseerde hij zich de tekortkomingen van zijn pioniermethode door te vermelden dat hij verwachtte dat door latere onderzoekers voor sommige soorten die hij beschreven had de ichnotaxonomische positie zal moeten gewijzigd worden. Hij schreef verder dat hij deed wat hij kon om de grondvesten van zijn methode (de ichnologie) te leggen en een grote hoeveelheid studiemateriaal te verzamelen dat later ook door anderen zou kunnen bestudeerd worden. Hitchcock heeft zich nooit gerealiseerd dat hij in zekere zin de eerste was die een Noord-Amerikaanse dinosauriër beschreef. In de loop der jaren verzamelde hij en beschreef hij nauwkeurig een zeer grote hoeveelheid sporen van dinosauriërs, maar wees de grote drietenige sporen toe aan zeer grote leptodactiele of pachydactiele loopvogels. In 1861 werd zijn opvatting nog eens versterkt door de ontdekking van de ('oer')vogel Archaeopteryx in een groeve met lithografische kalksteen in het plaatsje Solnhofen in deelstaat Beieren (Duitsland). Hij merkte een gelijkenis op tussen de drietenige voeten van Archaeopteryx en de morfologie van zijn ichnogenus Anomoepus, en begreep volgens Colbert (1968) bijna het onderscheid wanneer hij de overeenkomsten van de hand van Anomoepus met die van een hagedis of met die van bepaalde zoogdieren becommentarieerde.
Hitchcock leverde een grote bijdrage tot de ontwikkeling van de geologische wetenschap. Hij stelde vast dat de sedimentaire gesteenten van Connecticut River Valley in de loop van miljoenen jaren gevormd werden uit de zanden en de modder van een deltavormige riviervlakte, waarop onder meer de dinosauriërsoort die de Eubrontessporen achterliet leefde. De eerste geologische kaart van Massachusetts is van zijn hand en wordt nog altijd als een zeer accurate gids voor de formaties van Massachusetts beschouwd. Hij leidde uit fossiele planten die in de vallei aangetroffen werden af dat tijdens het Jura het klimaat in New England warm en tropisch was met seizoensgebonden droge en natte perioden. Hitchcock legde tussen 1836 en 1865 een uitgebreide verzameling Ornithichnites ('vogelsporenfossielen') aan en stelde deze tentoon in het neoclassicistische Appleton Cabinet dat in 1855 opgericht werd op het terrein van Amherst College (Hitchcock Ichnological Cabinet). De verzameling bestond voornamelijk uit de sporenfossielen van Connecticut River Valley. Tegen 1875 bestond deze uit 21.773 sporen en sporenpaden die honderdtwintig ichnosoorten vertegenwoordigen. Het is de grootste verzameling dinosauriërsporen ter wereld. Naast de dinosauriërsporen werden ook andere sporen uit Connecticut River Valley tentoongesteld. Nu bevindt de verzameling zich in het Beneski Museum of Natural History, eveneens op de campus van het college van Amherst (Massachusetts).

#### James Deane
James Deane (Colrain, Massachusetts, VS 1801 - Greenfield, Massachusetts, VS 1858) was een arts en chirurg te Greenfield (Massachusetts) en was een van de vroegste beschrijvers van dinosauriërsporen. Hij had een succesvolle praktijk als vernieuwend chirurg en introduceerde verdoving door ether. De studie van de plaatselijke geologie en van paleontologie was een nevenactiviteit. Deane is vooral bekend van zijn geïllustreerd boek over dinosauriërsporen van Connecticut River Valley, Ichnographs from the Sandstone of Connecticut River, uit 1861. De onvoltooide tekst werd postuum voltooid door collega's, onder meer Edward Hitchcock en Roswell Field (1804–1882), maar vooral door Thomas Tracy Bouvé (1815–1896) van de Boston Society of Natural History. De eigenhandige hoogwaardige illustraties en foto's die Deane in zijn boek wilde publiceren had hij nog wel volledig kunnen voorbereiden. Hij was een pionier in het maken van foto's van de fossiele sporen. Deanes boek kon gepubliceerd worden door een regeling met het Smithsonian Institution. Het was volgens deze organisatie de tweede Amerikaanse publicatie ooit dat foto's als wetenschappelijke illustraties gebruikte, en het eerste dat er ook uitgebreid gebruik van maakte.

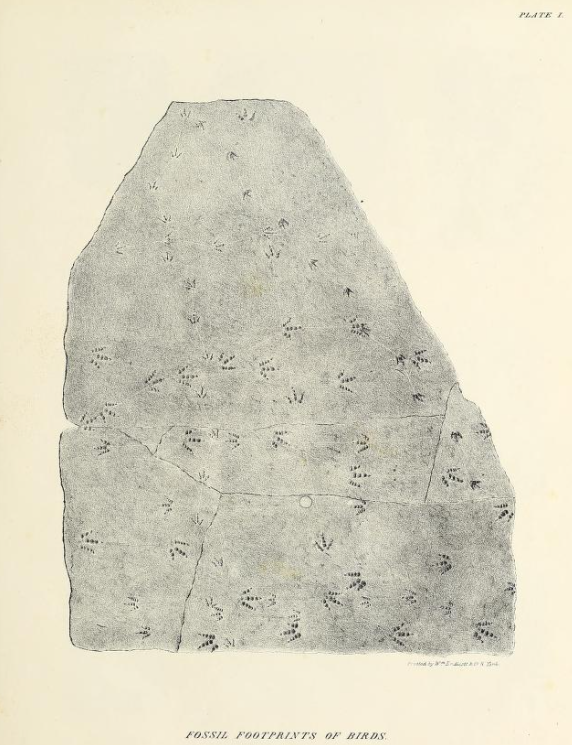
'Fossil footprints of birds'. Afbeelding door James Deane in Ichnographs from the Sandstone of Connecticut River (1861). De zandsteenplaat werd gevonden te Turner's Falls, Massachusetts (VS), en bevat 75 afdrukken. Grootte zandsteenplaat ca. 2,44 x 1,83 m. Onder-Jura van Connecticut River Valley (New England).

Toen in maart 1835 een buur van Deane, de lokale arbeider Dexter Marsh (1806–1853), hem twee steenplaten liet zien die hij zou gebruiken voor de aanleg van een voetpad in Greenfield met daarop de indrukken van wat hem vogelsporen - turkey tracks - leken te zijn, was hij onmiddellijk gefascineerd en kocht de zandsteenplaten. Deane maakte afgietsels en tekeningen van de turkey tracks en schreef naar Edward Hitchcock dat de indrukken niet het gevolg waren van een of ander geologisch proces, maar dat het de sporen waren van prehistorische kalkoenachtige vogels. In een brief van 15 maart 1835 aan Deane schrijft Hitchcock dat hij diens hypothese dat de sporen in de platte steenplaten vogelsporen lijken te zijn interessant vindt, maar dat hij zich afvraagt of het toch geen merkwaardige geologische spelingen zijn. Hij zegt dat hij geen oordeel kan vellen voordat hij de sporen gezien heeft en begeeft zich naar Greenfield om de zandsteenplaten te onderzoeken. Hitchcock was er onmiddellijk van overtuigd dat het vogelachtige sporen zijn en was evenzeer als Deane gefascineerd omdat zo ver terug in het geologisch verleden geen vogelsporen gevonden waren. Hij begon zelf intensief naar sporen te zoeken in groeven en ontsluitingen langs de Connecticut River. Ondertussen zond Deane een beschrijving van zijn vondst in een wetenschappelijk artikel naar professor Benjamin Silliman (1779–1864) van Yale, uitgever van The American Journal of Science, die Hitchcock hiervan op de hoogte bracht. Deze laatste vertelde Silliman dat hij zelf een wetenschappelijk artikel over de sporen aan het opstellen was en drong er bij Silliman op aan om het te publiceren vóór dat van Deane, en merkte erbij op dat hij Deane zou crediteren hem op de sporen gewezen te hebben. Omdat Hitchcock een bekwaam en bekend geoloog was en hij hem persoonlijk kende, schoof Silliman het artikel van Deane opzij ten voordele van dat van Hitchcock, en publiceerde het in januari 1836 in het nummer 29 van The American Journal of Science. In een brief van 15 september 1835 aan Deane verzekert Hitchcock hem te zullen crediteren als eerste ontdekker van de sporen en dat hij van plan is een artikel te publiceren in de januari-uitgave van The American Journal of Science. In een brief van 21 september 1835 gaat Hitchcock ermee akkoord dat de sporen door vogels gemaakt werden en dat het moeilijk zal zijn om geologen hiervan te overtuigen. Maar uiteindelijk vermeldde hij in zijn artikel van 1836 niet dat Deane hem erop gewezen had dat de sporen gemaakt waren door vogels, en hij crediteerde zichzelf voor het identificeren van de dieren als voorouders van de waadvogels.
In 1841 werd Hitchcocks Final Report on the Geology of Massachusetts gepubliceerd. Hij wijdde zestig bladzijden van dit omvangrijk boek aan de fossiele sporen van Connecticut River Valley, met beschrijving van nieuwe ichnogenera en het herbenoemen van enkele oudere. Waarschijnlijk heeft het lezen van dit boek Deanes interesse in de fossiele sporen hernieuwd, want er zijn geen aanwijzingen dat hij er zich tussen 1836 en 1841 nog mee beziggehouden heeft. Hitchcock schreef in zijn Final Report dat het Deane was geweest die zijn aandacht vestigde op de fossiele sporen, maar dat hij hem er ook op wees dat ze door vogels gemaakt werden, werd nergens vermeld. Het gevolg was dat Deane vanaf 1841 zijn status als ontdekker van de sporen begon te claimen, wat niet alleen een jarenlange en bittere discussie tussen hem en Hitchcock op gang bracht over wie de eer toekomt het eerst de fossiele vogelachtige sporen van Connecticut River Valley ontdekt te hebben, maar ook wie de eer toekomt als eerste de sporen aan vogels toegewezen te hebben.
In 1842 adverteerde Deane in The American Journal of Science van Silliman om voor geologen in de New Red Sandstone in de omgeving van zijn woonplaats onder meer fossiele 'vogelsporen' tegen vergoeding te verzamelen en te verzenden. Hij maakte ook gipsen afgietsels van de sporen in natuurlijke kleuren die hij eveneens verkocht, met ingesloten een catalogus met de beschrijving van alle Ornithichnites (vogelachtige sporen) en Sauroidichnites (reptielachtige sporen). Deane leverde ook aan Silliman zelf en aan enkele van diens vrienden. Silliman zou stilaan een rol gaan spelen in het dispuut tussen Deane en Hitchcock. Deane publiceerde ook wetenschappelijke artikels over de fossiele sporen van Connecticut River Valley in The American Journal of Science, twee in 1844, drie in 1845 en eveneens twee in 1847. In september 1842 verscheepte Silliman een reeks fossiele sporen die hij via Deane in 1841 verzameld had naar de Britse paleontoloog Gideon Mantell, vergezeld van een uitvoerige brief van Deane van 20 september 1842 waarin hij zijn rol als ontdekker van de sporen herhaalde en dat hij het was die als eerste prehistorische vogels als de makers van de sporen identificeerde. Maar het was Dexter Marsh die deze eer toekwam.
In oktober 1843 publiceerde Silliman een artikel waarin de beschrijving en benoeming van de uitgestorven Dinornis (Moa) door Richard Owen aangekondigd werd. Deze zeer grote vogel bleek de toewijzing van de fossiele sporen van Connecticut River Valley aan vogels te ondersteunen. Hitchcock voelde zich opzij geplaatst toen Silliman naar Deane verwees als allereerste waarnemer van de Ornithichnites ('vogelsporenfossielen'). Hij vermeldde wel dat Hitchcock ze uitvoerig beschreven had. Bovendien publiceerde Silliman brieven van Deane, Owen, Mantell en delen van een wetenschappelijk artikel door de Schotse paleontoloog en geoloog Roderick Murchison (1792–1871) waarin Deane een veel grotere rol toebedeeld kreeg dan Hitchcock dankzij de aankomst in Londen van fossiele sporen van Deane met een hogere kwaliteit dan diegene die eerder door Hitchcock geleverd werden. In zijn artikel publiceerde Silliman ook het antwoord van 13 februari 1843 van Mantell op Deanes brief van 20 september 1842, waarin hij Deane schreef dat hij diens fossiele sporen aan de Geological Society of London had voorgesteld en dat hij daar Deanes brief luidop had voorgelezen. De geoloog en paleontoloog Charles Lyell (1797–1875) had Hitchcock in april 1842 bezocht. Silliman bevestigde in zijn artikel dat Lyell ook van mening was dat de sporen door vogels gemaakt waren, en publiceerde een brief van Richard Owen van 16 maart 1843 dat ook Owen hiermee akkoord ging. Ten slotte citeerde hij een schrijven van Murchison van 17 februari 1843 aan de Geological Society of London waarin deze verwees naar Deanes brief en schreef dat de ontdekking en beschrijving van Dinornis alle twijfel wegnam dat de grote fossiele sporen door een gigantische vogel gemaakt werden.
In 1850 zond Deane een kort artikel naar het Journal of the Academy of Natural Sciences of Philadelphia waarin hij de redenen herhaalde waarom hij besloot dat uitgestorven vogels de sporen van Connecticut River Valley maakten. In oktober 1851 consulteerde hij de bekende vergelijkend anatoom Jeffries Wyman (1814–1874) uit Boston voor het identificeren van sommige fossiele sporen. Deane bezorgde hem twee foto's (waarschijnlijk Daguerreotypieën) met de vraag of hij kon bepalen of de sporen ofwel van vogels of van reptielen afkomstig waren. Wymans antwoord ging echter verloren tezamen met alle documenten over Deanes werk tussen 1851 en 1856 met betrekking tot de fossiele sporen.
In een later artikel uit maart 1856 in het Journal of the Academy of Natural Sciences of Philadelphia identificeerde Deane zichzelf als de ontdekker in 1835 van de 'vogel'sporen. In dat artikel publiceerde hij een lithografie van een van deze sporen en merkte op dat sommige natuuronderzoekers ze bij voorkeur toewijzen aan hypothetische tweevoetige reptielen, maar dat hij zelf nooit getwijfeld heeft om ze aan vogels toe te wijzen. Deane schreef verder dat zijn mening ondersteund wordt door Jeffries Wyman. Naast deze laatste vroeg hij ook de Amerikaanse zoöloog, geoloog en mineraloog James Dwight Dana (1813–1895), de Amerikaanse paleontoloog Joseph Leidy (1823–1891), de Amerikaanse botanicus Asa Gray (1810–1888) en de Amerikaanse natuurkundige en geoloog William Barton Rogers (1804–1882) om hun mening. Hij beëindigde zijn artikel met de erkenning van Roswell Field uit het naburige Gill (Massachusetts) als de ontdekker van alle originele specimina fossiele sporen, alle afkomstig van Turner's Falls, die in het artikel geïllustreerd werden.
Eind september 1856 schreef Deane een brief aan Wyman die belangrijk is omdat de bewering dat vogels de sporen maakten in vraag gesteld wordt. In een brief van eind oktober voegt hij verschillende foto's toe, onder meer een waarop de afdruk van de huid in een spoor te zien is, met de vraag aan Wyman of hij kan bepalen of het de huid van een vogel of van een reptiel is. Een van de andere foto's toont het toen grootste bekende spoor van ca. 45,72 op ca. 30,48 cm. Op andere foto's zijn drietenige sporen met klauwen te zien en vergezeld van sleepsporen van een staart. In de brief schreef Deane verder dat hoe meer mysterieuze sporenfossielen ontdekt en bestudeerd werden, hoe groter de verwarring en de twijfel werd, en dat de opvatting van de vogelachtige oorsprong van de sporen uiteindelijk zal moeten verlaten worden. Omdat er nooit beenderen van vogels in associatie met de sporen gevonden werden, gingen vele wetenschappers van het midden van de negentiende eeuw er niet mee akkoord dat ze door vogels gemaakt zouden zijn. Bij zijn dood in 1858 hield Deane schoorvoetend vast aan vogels als de makers van sommige van de sporen.

#### Dexter Marsh
Dexter Marsh (Montague, Massachusetts, VS 1806 – Greenfield, Massachusetts, VS 1853), een groeve-arbeider en arbeider uit Greenfield, wees in maart 1835 zijn buur, de arts en chirurg James Deane die als nevenactiviteit de studie van de plaatselijke geologie en van paleontologie had, op vogelachtige sporen – turkey tracks – op platte steenplaten die hij zou gebruiken voor de aanleg van een voetpad in de buurt van zijn woning in Greenfield. Deane deelde de ontdekking mee aan de staatsgeoloog van Massachusetts Edward Hitchcock. Het was door de ontdekking van Marsh dat het verzamelen en de studie van de versteende sporen van Connecticut River Valley een aanvang nam. Marsh herkende een patroon in de sporen, waardoor hij besefte dat ze door een levend wezen gemaakt waren. En de vorm deed hem denken aan vogelsporen. De twee zandsteenplaten die hij ontdekt had, de ene met de eigenlijke indrukken (drie tenen en een soort hiel), de andere met de natuurlijke afgietsels ervan (het materiaal dat de eigenlijke ('voet')afdrukken opvulde), werden aangekocht door het Amherst College te Massachusetts. Ze bevinden zich nu in het Beneski Museum of Natural History op de campus van Amherst College.

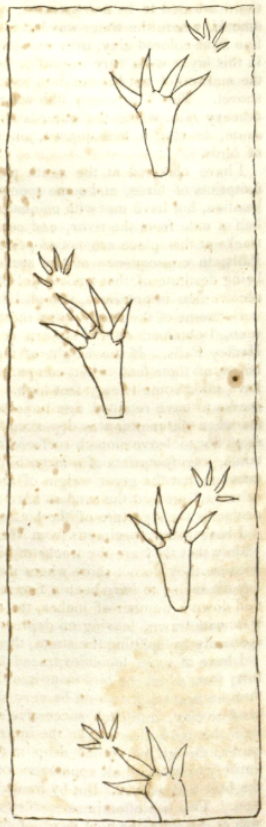
Tekening uit 1848 door Dexter Marsh in American Journal of Science. Fossiele sporen van een viervoeter. Onder-Jura van Fall River, Connecticut Valley, Massachusetts.

Als groeve-arbeider en als arbeider werkte Marsh met zandsteen dat mits een doelgerichte slag op een wig splijt in platte platen. Deze platen vertegenwoordigen de natuurlijke lagen waaruit de zandsteen in de loop van miljoenen jaren opgebouwd werd. Door zijn werk als groeve-arbeider zal hij vertrouwd geweest zijn met fossielen en waarschijnlijk wist hij wat gefossiliseerde beenderen zijn, maar deze versteende sporen zullen nieuw geweest zijn voor hem. In de plaatselijke krant las hij mogelijk de artikels van Edward Hitchcock en van Yale-professor Benjamin Silliman en zo in contact gekomen zijn met aspecten uit de geologie. In zijn dagen geloofden niet weinig mensen dat de grote gelijkenis van fossielen met levende wezens een illusie is of dat ze een 'grap van God' waren. Marsh kon de financiële toestand van zijn gezin nu verbeteren door ook doelgericht fossielen te verzamelen in de zandsteengroeven van Connecticut River Valley en ze te verkopen aan verzamelaars, onder meer leden van de Boston Society of Natural History. Tussen 1840 en 1850 leverde hij ook aan Deane en Hitchcock, die verschillende van deze sporen zou beschrijven in zijn Final Report on the Geology of Massachusetts (1841). Een van de sporen die Marsh aan Deane leverde kreeg door de grote afmetingen de naam Ornithichnites giganteus (sinds 1971 Eubrontes giganteus). Een van de andere nieuwe ichnogenera die door Marsh ontdekt werden is het spoor van een viervoeter dat door Marsh in zijn persoonlijke verzameling opgenomen werd. Hitchcock verkreeg door Marsh twintig specimina fossiele sporen en hij maakte schetsen van sporen die zich in het museum van Marsh bevonden. Het ichnogenus Herpystezoum marshii, door Marsh ontdekt in Turner's Falls, werd door Hitchcock naar Marsh vernoemd. Marsh betaalde anderen, vaak mensen die net zoals hij diepgelovige en regelmatige kerkgangers waren, om samen met hem fossiele ('voet')sporen op te zoeken en te verzamelen. Het geld dat overbleef na besteding aan zijn gezin spendeerde Marsh aan religieuze publicaties, maar ook aan boeken over geologie door Hitchcock en Elements of Geology door Charles Lyell (1838), een systematische beschrijving van geologische formaties uit verschillende geologische tijdperken met de uiteenzetting van de principes van stratigrafie en paleontologie. Ook zeventien delen van Natural History of New York, Manual of Mineralogy van James Dwight Dana (1848), Elements of Ornithology van Charles Brooks (1847), enz., maakten deel uit van zijn bibliotheek. Rond 1848 richtte hij een museum op in zijn huis op Clay Hill te Greenfield en maakte het toegankelijk voor het publiek. Volgens het omvangrijke gastenboek waren de bezoekers naast familie, vrienden, gefortuneerde families waarvoor hij werkte, bewoners van naburige steden en zelfs buitenlanders, ook bekende universiteisprofessoren. Er waren nog anderen die fossiele sporen uit Connecticut River Valley verzamelden, zoals onder meer Hitchcock en Deane, maar Marsh' verzameling werd als de beste en de grootste erkend.
In een brief van 20 mei 1848 aan Benjamin Silliman beschreef Marsh zijn werkzaamheden rond de fossiele sporen. In november 1848 verscheen de publicatie in American Journal of Science. De taxonomische benaming 'Dinosauria' werd pas in 1842 door Sir Richard Owen bedacht. Dit maakte dat de toenmalige wetenschappelijke opinie met Marsh en Deane akkoord ging dat de fossiele sporen, in 1835 door Marsh ontdekt, aan gigantische uitgestorven vogels toegeschreven werden, terwijl het dinosauriërsporen zijn. Marsh heeft zich nooit gemengd in het publieke bekvechten tussen Hitchcock en Deane over de kwestie wie de eer toekwam de fossiele sporen het eerst ontdekt te hebben en het eerst aan vogels te hebben toegewezen, terwijl deze eer Marsh toekwam. Een van zijn zoons vertelde later echter dat zijn vader vond dat hij niet de erkenning kreeg die hem toekwam. Na zijn dood bepaalden Deane en Hitchcock de waarde van Marsh' verzameling fossiele sporen die in 1853 in Greenfield door veiling verkocht werd ten behoeve van zijn nabestaanden. Nochtans had Marsh gewild dat zijn verzameling bijeen bleef. De voornaamste kopers waren de Boston Society of Natural History, Yale University en Amherst College. Als ongeschoold man maakte hij een diepe indruk op hoog opgeleide en invloedrijke mensen en was verkozen erelid van de Academy of Natural Sciences in Philadelphia, van Boston Society of Natural History en van de American Association for the Advancement of Science.

#### John Collins Warren
John Collins Warren (Boston, Massachusetts, VS 1778 - Boston, Massachusetts, VS 1856) was een bekende arts uit Boston, actief lid van de Boston Society of Natural History en volwaardig naturalist. Hij doceerde chirurgie en anatomie aan Harvard Medical School waar hij eerste decaan was. Hij was een van de oprichters van Massachusetts General Hospital en van New England Journal of Medicine. Op 16 oktober 1846 voerde hij als eerste chirurg van Massachusetts General Hospital de eerste operatie uit onder verdoving met ether.
In 1837 reisde Warren naar Londen en schonk zeven specimina fossiele sporen van Connecticut River Valley aan de Royal College of Surgeons en vanwege Edward Hitchcock eenendertig afgietsels van andere afdrukken. Vanaf minstens 1845 verkreeg Warren van James Deane zandsteenplaten met fossiele sporen, en mogelijk kocht hij er van Dexter Marsh in opdracht van de Boston Society of Natural History. Ook van Roswell Field ontving hij regelmatig slabben met fossiele sporen. Buiten fossiele sporen had hij een verzameling geologische items en een verzameling fossielen, waaronder een van de best gepreserveerde Mastodon-skeletten, ontdekt in 1846 in Hudson Valley en beschreven in zijn monografie uit 1852, The Mastodon giganteus of North America. Zijn verzameling fossielen zou uiteindelijk opgenomen worden in de verzamelingen van het American Museum of Natural History te New York. In 1854 publiceerde Warren het eerste geïllustreerde boek over de fossiele sporen van Connecticut River Valley, Remarks on some Fossil Impressions in the Sandstone Rocks of Connecticut River. Het verscheen dus vóór Ichnology of New England. A Report on the Sandstone of the Connecticut Valley Especially Its Fossil Footmarks (1858) van Hitchcock en Ichnographs of the Sandstone of Connecticut River (1861) van James Deane, maar het was veel minder omvangrijk. Tegenover de titelpagina was een foto van een van Deanes zandsteenplaten met fossiele sporen afgedrukt. Deze foto is de eerste fotografische illustratie in een Amerikaans wetenschappelijk boek gerealiseerd met de zoutdruktechniek. De tekst kwam, mits enkele latere toevoegingen, van een presentatie door Warren in 1853 en 1854 voor de Boston Society of Natural History. Alhoewel het boek over fossiele ('voet')sporen en andere afdrukken zoals van planten en vissen handelt, begint het met de ontdekking in 1851 van ongewoon grote eieren op Madagaskar, die Warren zag tijdens een bezoek aan Parijs. Hij schatte dat de vogel waarvan zulke grote eieren afkomstig zijn groter moet zijn geweest dan Dinornis (Moa), beschreven en benoemd door Richard Owen in 1843. De gigantische vogel van Madagaskar (tot meer dan drie meter hoog), Aepyornis maximus, werd in 1851 door de Franse arts en natuuronderzoeker Isidore Geoffroy Saint-Hilaire beschreven en benoemd. Zoals Hitchcock wees Warren de struisvogelachtige fossiele sporen toe aan gigantisch grote vogels en werd hierbij deels beïnvloed door de ontdekking van Aepyornis maximus. Na de inleiding met de grote eieren van Madagaskar gaat Warren in zijn boek verder met een korte geschiedenis van de ontdekking van de fossiele sporen in de rode zandsteenlagen van Connecticut River Valley en verwijst naar de ontdekkingen door Dexter Marsh, James Deane, Edward Hitchcock en anderen. Hij beschrijft ook een aantal goed gepreserveerde ('voet')sporen en andere afdrukken, onder meer van vissen en planten en wijdde vele bladzijden aan Hitchcocks systematiek van de fossiele sporen en aan diens opvattingen, gebaseerd op wetenschappelijke publicaties van Hitchcock en waarschijnlijk ook op onderlinge conversaties. In de Proceedings of the Boston Society of Natural History schreef hij nog talrijke andere artikels over het onderwerp. Enige tijd vóór 1854 verkreeg Warren van Hitchcock een specimen van het ichnogenus Anomoepus dat in de Red Shale of Hadley gevonden werd. De afdrukken van de kleinere voorpoten tonen een 'hand' met vijf vingers, de grotere achterpoten een 'voet' met drie tenen. Warren vermeldde in zijn boek dat Hitchcock, die naar Deane verwees, poneerde dat de maker van de sporen 'een kikkerachtig dier was met een hoogte van drie voet' (ongeveer een meter).

#### Roswell Field

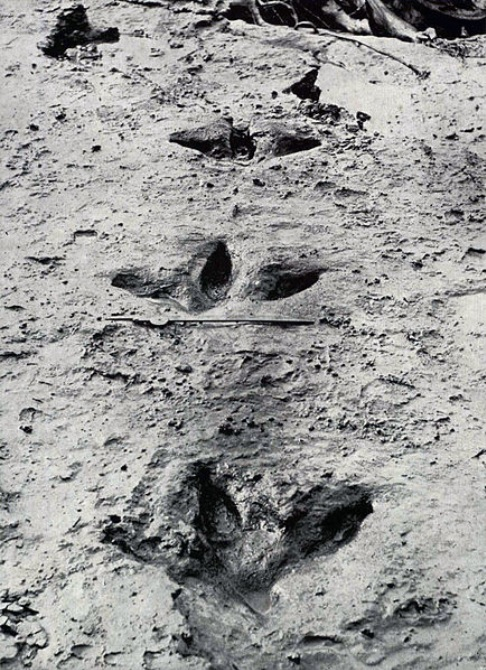
Sporenpad van de loopvogel Dinornis robustus uit het Tarantien (Laat-Pleistoceen) van Palmerston North, Noordereiland (Nieuw-Zeeland), nabij de rivier Manawatu. De vondst van beenderen van Dinornis (Moa) in 1843 sterkte Edward Hitchcock en James Deane in hun overtuiging dat de fossiele sporen van de Connecticut River Valley door gigantische vogels gemaakt werden, wegens de gelijkenis met het drietenige voetskelet van de Moa.

Roswell Field (Warwick, Massachusetts, VS, 1804 - Northfield, Massachusetts, VS 1882) vestigde zich in 1842 in een boerderij op de oever van de Connecticut River in het landelijke Gill (Massachusetts). Hij was landbouwer, houthandelaar, makelaar van gronden en kredietverlener. Hij had meerdere zandsteengroeven op zijn land waaruit hij fossiele ('voet')sporen en andere ichnofossielen won die hij verkocht. Vele specimina waren afkomstig van Turner's Falls. Vanaf 1840 verkocht hij er aan Dexter Marsh, waarvan de meeste afkomstig waren van zijn groeve Lily Pond. Hij verhuurde zijn groeven ook aan derden voor exploratie. Na het overlijden van Marsh in 1853, die in het nabije Greenfield woonde, nam Field diens rol over als voornaamste leverancier van fossiele sporen aan wetenschappers (Hitchcock en Marsh inbegrepen), wetenschappelijke instellingen (zoals de Boston Society of Natural History), musea en verzamelaars tot 1880. Hij was ook een van de schenkers van fossiele sporen aan Hitchcocks Appleton Cabinet op de campus van Amherst College.
Tijdens de exploratie in zijn groeven ontdekte Field nieuwe ichnosoorten. Daarom presenteerde hij op de jaarlijkse bijeenkomst van de American Association for the Advancement of Science in 1859 in Springfield (Massachusetts) een wetenschappelijk artikel over de Ornithichnites ('vogelsporenfossielen'), waar hij aankondigde dat de fossiele sporen niet door vogels, maar door reptielen gemaakt werden. Voor een niet-wetenschapper was het een gedurfde bewering. Maar Field bezat op zijn land een groeve met overvloedige sporen, waardoor hij waarschijnlijk een veel grotere sporenvariëteit en een veel groter aantal gezien had dan vele wetenschappelijk geschoolde paleontologen, Hitchcock inbegrepen, waarmee hij een goede verstandhouding had. Alhoewel Field door de wetenschappers waarmee hij contact had als ongeschoold beschouwd werd, zou zijn hypothese later uiteindelijk juist blijken. Hij geloofde nu dat de sporen niet door vogels, zoals men algemeen dacht, maar door (viervoetige) reptielen gemaakt werden. De taxonomische benaming 'Dinosauria', die zeventien jaar eerder door Sir Richard Owen bedacht werd maar nog niet algemeen in gebruik was, zelfs in de wetenschappelijke wereld, vermeldde hij niet. Pas in 1868 zou de Engelse bioloog Thomas Henry Huxley (1825–1895) aankondigen dat de sporen afkomstig zijn van Dinosauria. In zijn presentatie van 1859 wees Field erop dat de 'voet'afdrukken meestal slechts uit de sporen van de grotere achterpoten (de 'voeten') van een viervoeter bestonden. De 'handen' van de kortere lichtere voorpoten hadden het oppervlak (de modder en klei van een riviervlakte) waarop het dier zich voortbewoog in vele gevallen niet geraakt of hadden slechts lichte sporen achtergelaten die de onderlaag waarvan vele specimina genomen waren niet voldoende diep binnengedrongen waren en bijgevolg niet konden fossiliseren toen de modder en klei in de loop van miljoenen jaren versteenden. Sommige andere sporen van deze viervoeters vertonen de afdrukken van kleinere voorpoten en de (sleep)sporen van een staart toen deze de grond raakte, kenmerken die bij vogelsporen niet voorkomen. Afdrukken van de achterpoten van deze viervoeters lijken opvallend veel op de drietenige sporen van vogels, vandaar de begrijpelijke vergissingen bij de classificatie van de fossiele sporen, redeneerde Field verder. Er waren geen gigantische vogels in het Onder-Jura van Connecticut River Valley (er werden ook nooit beenderen gevonden), maar wel reptielen die afdrukken van hun achterpoten achtergelaten hadden. Omdat het merendeel van de sporen enkel uit de afdrukken van de drietenige voet (vaak met duidelijke klauwen) van de achterpoten bestaat, hebben we hier niet te maken met 'viervoeters' zoals Roswell Field stelde, maar met bipedale (tweevoetige) reptielen, die men sinds de aankondiging van Thomas Henry Huxley in 1868 aan vleesetende Dinosauria van de onderorde Theropoda (Marsh, 1881) toegewezen heeft.
Field hielp mee aan de voltooiing van het postume boek van Deane, Ichnographs from the Sandstone of Connecticut River, dat in 1861 voltooid werd. Bijna alle sporen die in het boek gepubliceerd werden zijn van Field afkomstig. Deane was Fields mentor. Vanaf 1854 tot het overlijden van Deane in 1858 communiceerden zij onophoudelijk. In 1876 kreeg Field bezoek van Thomas Henry Huxley die Fields verzameling fossiele ('voet')sporen kwam bezichtigen. Tijdens dat bezoek zou Huxley volgens een krant een schets gemaakt hebben van hoe hij dacht dat een van de sporenmakers eruit moet gezien hebben. Field kreeg ook vaak bezoek van Hitchcock voor de aankoop van zandsteenplaten met fossiele sporen. Deane, Hitchcock en Field wisselden hun ideeën en opvattingen onderling uit. Mogelijk had dit mede invloed op Fields theorie dat de fossiele sporen van Connecticut River Valley niet door vogels gemaakt werden. Vanaf ongeveer 1837 ontstaat tussen Field en Sir William Jardine, de bekende Schotse ornitholoog en natuuronderzoeker, en auteur van The Ichnology of Annandale or illustrations of footmarks impressed on the New Red Sandstone of Corncockle Muir uit 1853, een uitwisseling van fossielen, georganiseerd door John Collins Warren.

### Europa

#### Zuid-Engeland
De meeste fossiele sporen komen voor in het Onder-Krijt (Wealden-groep) van de zuidelijke counties Sussex (Zuidoost-Engeland), het eiland Wight (Zuidoost-Engeland), Dorset (Zuidwest-Engeland) en Surrey (Zuidoost-Engeland). Van de oudste vondsten fossiele sporen, ontdekt in de periode 1846–1860, werden de meeste onvoldoende bestudeerd, geïnventariseerd en bewaard voor het nageslacht. Het grootste deel van de 'voet'sporen uit de Wealden Group zijn afkomstig van plantenetende Dinosauria, zoals de veel voorkomende Iguanodon, maar Woodhams & Hines (1989) wijzen sommige toe aan vleesetende Dinosauria (Theropoda). De overgrote meerderheid van de sporen wordt aangetroffen in zandsteen in verschillende onderscheiden geologische horizonten, zowel in kustfacies als in inlandse facies. Beckles (1854) rapporteerde enkele specimina in schalie.

##### Edward Tagart
Dinosauriërsporen uit Engeland werden het eerst gerapporteerd door de priester Edward Tagart (1804–1858). Hij ontdekte ze in de Hastings Beds bij Hastings (East Sussex) en publiceerde er een artikel over in de Quarterly Journal of the Geological Society van februari 1846. Hij geloofde dat de drietenige sporen achtergelaten waren door vogels. Tagart stelde een enkele afdruk voor aan de Geological Society of London. Het specimen werd later overgebracht naar de verzamelingen van de Geological Survey en kreeg er het catalogusnummer GSM376. Pas in 1974 werd deze historisch waardevolle afdruk door Sarjeant voor het eerst afgebeeld. Een samenvatting van een in de Quarterly Journal of the Geological Society gepubliceerde brief van Tagart zegt dat gelijkaardige 'voet'afdrukken met drie gespreide tenen in de buurt van de Hastings Sands door meerdere personen opgemerkt werden, maar niet verzameld. Ze vormen geen reeksen (sporenpaden), vertonen dus geen onderling verband en hebben grote afmetingen. De afdruk die voorgesteld werd aan de Geological Society of London meet 40,64 cm. Tagart meldt dat het geen aanwijzing geeft over het dier dat de afdruk maakte. De Britse geoloog Alfred Tylor (1824–1884) meldde in 1862 dat Tagarts originele brief de opmerking bevatte dat een zekere Harwood vermoedde dat de 'voet'sporen afkomstig zijn van Iguanodon. Bijna gelijktijdig met Tagarts ontdekking rapporteerde S.M. Saxby in 1846 drieledige sporen uit de Lower Greensand Group (Onder-Krijt) van het eiland Wight, maar speculeerde niet over de sporenmaker. Vroege Engelse onderzoekers, waaronder Tagart, werden aanvankelijk beïnvloed door de conclusies van de gezaghebbende Amerikaanse geoloog Edward Hitchcock die gelijkaardige en veelvuldig voorkomende drietenige sporen in de zandsteen van Connecticut River Valley (Massachusetts, VS) toewees aan vogels. De misvatting dat de fossiele sporen uit de Wealden Group van vogels zouden kunnen zijn zou meer dan twee decennia standhouden, maar wel met toenemende twijfel. Toen Frederick Dixon (?-1849) vele natuurlijke afgietsels en afdrukken van sporen rapporteerde uit de kliffen van de Wealden Group te Goldbury Point en dicht bij Bexhill-on-Sea (East Sussex), wees hij deze nadrukkelijk toe aan reptielen. Dixon schreef een boek over de geologie en de fossielen van Sussex. Het werd postuum uitgegeven door Richard Owen. Tegen 1862 waren de Britse paleontoloog en geoloog Thomas Rupert Jones (1819–1911), de advocaat en fossielenverzamelaar Samuel Husbands Beckles (1814–1890) en Alfred Tylor door hun onderzoek en wetenschappelijke publicaties waarschijnlijk onafhankelijk van elkaar tot de conclusie gekomen dat de sporen afkomstig waren van de ornithopode dinosauriër Iguanodon (familie Iguanodontidae).

##### Samuel Husbands Beckles

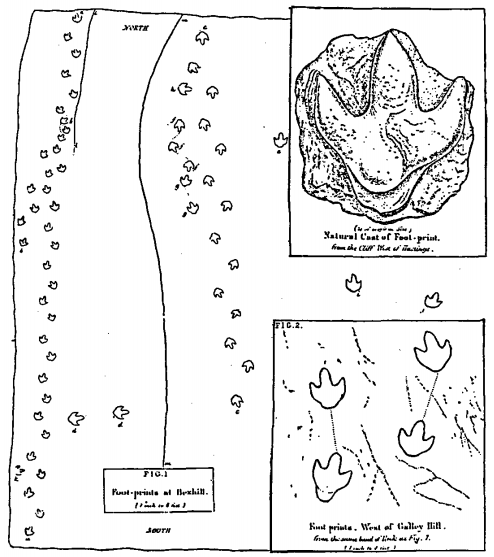
Dinosauriërsporen in zandsteen van de Wealden Group nabij Hastings en Bexhill-on-Sea (East Sussex). Het linkersporenpad vertoont gelijkenis met het ichnospecies Iguanodontipus burreyi. Illustraties door Samuel Husbands Beckles (1854).

Samuel Husbands Beckles (Barbados, 1814–Hastings, Engeland, 1890) was een advocaat en verzamelaar van fossielen van het eiland Wight en Sussex. Hij leefde in St Leonards-on-Sea (East Sussex).
In 1851 en 1852 begon Beckles te publiceren in de Quarterly Journal of the Geological Society of London over de veelvuldige drietenige dinosauriërsporen in de Wealden-group van onder meer Hastings, maar hij begreep hun dinosaurische oorsprong nog niet en noemde ze Ornithoidichnites, naar de ichnotaxonomische benaming die Edward Hitchcock in 1841 bedacht voor sporen gelijkend op die van vogels. In zijn tweede publicatie (1852) beschreef hij grote drietenige 'voet'afdrukken van verschillende vindplaatsen doorheen de Wealden Group (toen Wealden beds genaamd) uit zandsteenlagen dagzomend langs de kust van Sussex over een afstand van ongeveer achttien mijl (ca. 29 km). Hij geloofde dat ze gemaakt waren door grote uitgestorven vogels. In 1854 publiceerde Beckles een derde artikel in de Quarterly Journal of the Geological Society of London, waarin vier afzonderlijke sets sporen beschreven werden. Een van deze sets, afkomstig van de kust voor Bexhill-on-Sea, bevat zestig afzonderlijke afdrukken verspreid over een oppervlak van ongeveer 366 m². Ze vormden drie afzonderlijke sporenpaden (opeenvolgende stappen gemaakt door één dinosauriër) afkomstig van bipedale dieren. Beckles verwijderde een plaat met zes afdrukken en stelde het tentoon tijdens een van de vergaderingen van de Geological Society of London. Hij beschreef ook afzonderlijke afdrukken. Ter identificatie gebruikte hij de ichnotaxonomische benaming Ornithoidichnites omzichtig en provisorisch omdat, niettegenstaande de sporen veel gelijkenis vertonen met die van vogels, hij van mening was dat het niet uitgesloten kan worden dat ze door andere dieren achtergelaten werden. In zijn derde artikel verwees Beckles naar het scepticisme bij sommige wetenschappers die het gestaag groeiende aantal fossiele sporen en sporenpaden toch afdeden als 'geologische fenomenen'. Hij verwees ook naar de ontdekking in 1854 door geoloog en paleontoloog Gideon Mantell van gelijkaardige fossiele sporen op het eiland Wight, waar hijzelf in datzelfde jaar eveneens een aantal drietenige afdrukken vond in sedimenten van de Wealden Group (Compton Bay), en beschreef.
Mantell verwees op zijn beurt in zijn boek over de geologie van het eiland Wight naar verschillende grote natuurlijke zandsteenafgietsels van fossiele aan gigantische uitgestorven vogels toegewezen 'voet'afdrukken die in 1853 in de Wealden Sands van Hastings ontdekt werden en verzonden naar de Geological Society, en legde een verband met wat hij 'anomalische vormen' noemde die hij tijdens zijn geologische excursies op het eiland Wight in de zandsteen van Brixton Bay opgemerkt had. Uit de klif aldaar werd een gelijkaardig natuurlijk afgietsel vrijgemaakt dat in zijn bezit raakte. Mantell beschreef dit drietenige dinosauriërspoor als een geologisch fenomeen, niet als een levensspoor dat door een organisme gemaakt werd. Hij omschreef het als een solide driedelige massa van beigekleurige zandsteen, waarvan het middelste 'uitsteeksel' (de middelste teen) een lengte had van ongeveer 38 cm (15 inch) en de twee laterale 'uitsteeksels' (de twee buitenste tenen) een lengte van ongeveer 30,5 cm (12 inch). Hij schreef verder dat de maximum dikte ongeveer 15,24 cm bedroeg (6 inch), dat de 'uitsteeksels' aan de zijkanten samengedrukt waren en afgerond aan de uiteinden en samengevoegd tot één gemeenschappelijke basis. Omdat de oorsprong van deze enkelvoudige 'concreties', zoals Mantell ze noemde, heel problematisch is zou elk specimen volgens hem bewaard moeten worden, en indien er meerdere op dezelfde zandsteenlaag voorkomen zou hun onderlinge positie zorgvuldig moeten vastgesteld worden.
In zijn artikel uit 1854 wees Beckles erop dat het niet uitgesloten kon worden dat de Ornithoidichnites niet door vogels maar door andere dieren achtergelaten werden. Beckles' waarschuwing werd bewaarheid. In 1858 werd in sedimenten uit het Midden-Krijt van Haddonfield in de Amerikaanse staat New Jersey een gedeeltelijk dinosauriërskelet ontdekt. De typesoort werd in 1858 door de Amerikaanse paleontoloog en anatoom Joseph Leidy beschreven en benoemd als Hadrosaurus foulkii. Het fossiel omvatte onder meer bijna volledige voor- en achterpoten. Omdat de achterpoten zo disproportioneel groter zijn dan de voorpoten tonen deze aan dat Hadrosaurus foulkii tweevoetig (bipedaal) was, en zich dus voornamelijk op de twee achterste poten voortbewoog. Volgens Leidy komt de morfologie van de voeten, die drie krachtige functionele tenen hebben, opvallend overeen met die van grote loopvogels. De voet van Hadrosaurus is precies het soort voet dat een drietenige afdruk zou kunnen achtergelaten hebben op de kusten van Sussex en van het eiland Wight. Tegen het einde van de jaren 1850 zouden alle bekende fossiele sporen afkomstig zijn uit kustafzettingen van deze twee locaties. Wat betreft hun oorsprong waren er drie verschillende visies; 'voet'sporen van gigantisch grote uitgestorven vogels, 'voet'sporen van gigantisch grote uitgestorven reptielen met de herbivore Iguanodon als de favoriete maker ervan of toevallige 'concreties' (geologische fenomenen).

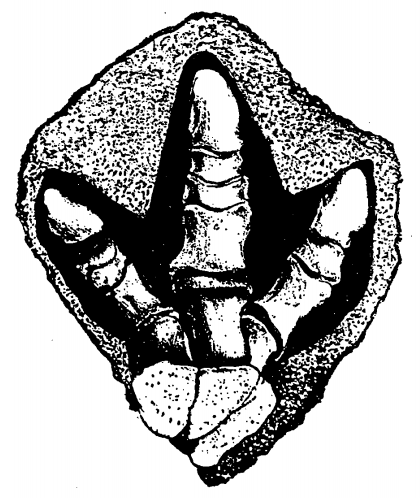
Rechtervoetbeenderen van Iguanodon bernissartensis, getekend over een voetafdruk (ichnospecies Iguanodontipus burreyi). Tekening door Louis Dollo (1905).

In 1857 vond Beckles op het eiland Wight een achterste ledemaat van een jonge Iguanodon en bracht het fossiel onder de aandacht van Richard Owen. De voet droeg overduidelijk drie tenen en had dezelfde afmetingen als vele van de fossiele voetsporen, 21 inch (ca. 53,34 cm) lang en 9,5 inch (ca. 24,13 cm) breed. Omdat Owen de vondst belangrijk vond werd van de fossiele voet een uitplooibare lithografie op natuurlijke grootte gemaakt en gepubliceerd in zijn wetenschappelijke publicatie van 1857 in de Palaeontographical Society Volumes van de Palaeontographical Society. In deze publicatie bracht hij de Iguanodonvoet niet expliciet in verband met de fossiele voetsporen, maar in 1858 deed hij dat wel. In de verdere discussie over dit specimen zei Owen dat men voorzichtig moet zijn met zomaar aan te nemen dat drietenige sporen door vogels achtergelaten werden. Hij schreef ook dat de drietenige Iguanodonvoet Beckles' opvattingen ondersteunt wat betreft de Iguanodontide oorsprong van de drietenige fossiele afdrukken die in de sedimenten van de Wealden Group gevonden werden. Na de connectie door Richard Owen van de Iguanodonvoet met de fossiele sporen kon men niet langer aannemen dat ze door vogels gemaakt werden, wat de Engelse bioloog Thomas Henry Huxley, die in 1868 al geargumenteerd had dat Dinosauria en Aves (Vogels) uit een gemeenschappelijke stam voortkwamen, voorzag van het bewijs dat hij voor deze argumentatie nodig had. Huxley argumenteerde ook dat Iguanodon voldoende sterke achterpoten had om zichzelf te ondersteunen op enkel zijn achterpoten en dus een bipede (tweevoetige) dinosauriër was. Latere onderzoekers, onder meer de Britse paleontoloog David Bruce Norman, wezen op basis van de robuuste voorpoten een viervoetige (quadrupedale) voortbeweging toe aan volwassen exemplaren.
In 1862 publiceerde Beckles een artikel over natuurlijke afgietsels van fossiele sporen afkomstig van het eiland Wight, waaronder enkele met een lengte van bijna 107 cm (bijna 3,5 voet). Dit betekent dat niet enkel afdrukken van de tenen maar ook van de middenvoetsbeenderen (metatarsalia) bewaard waren gebleven. Beckles redeneerde dat het een dier van grote afmetingen en met een groot lichaamsgewicht moet geweest zijn dat diepe indrukken achterliet. In het artikel vermeldde hij ook nog andere sporen van het eiland Wight en van de oevers van Swanage Bay, de eerste fossiele sporen uit het graafschap Dorset, in het zuidwesten van Engeland. Deze sporen werden aangetroffen in twee lagen zandsteen van ongeveer 30 cm dikte, gescheiden door een laag klei van ongeveer zes meter. Tezamen met de andere gesteentelagen was de zandsteen met de sporen ten gevolge van erosie op het strand neergekomen. Beckles schrijft verder dat de natuurlijke afgietsels de courante diktenige drieledige vorm hebben en de courante lengte van ongeveer 38 cm. Voor zover bekend werd geen enkele van deze vroege sporen uit Dorset ooit verzameld. Hij vermeldde ook zijn ontdekking van kleinere drietenige afgietsels van bijna 8 op 8 cm (drie op drie inch) die op ongeveer 38 cm (vijftien inch) van elkaar lagen en waarvan hij dacht dat ze een deel vormden van een sporenpad. Over de makers van de sporen schreef Beckles dat buiten Iguanodon er zeker nog andere dinosauriërs waren die de drietenige sporen kunnen achtergelaten hebben, en dat ze dus niet exclusief aan dit geslacht mogen toegewezen worden. Maar het duurde nog verschillende decennia vooraleer andere onderzoekers aandacht zouden besteden aan Beckles' opmerking. In 1862 werd Hastings bezocht door leden van de Geologist's Association om er "Iguanodon footprints" te bezichtigen.
Beckles was een rijk en bekend lid van de Victoriaanse high society en deed veel inspanningen om de studie van de geologie van Zuid-Engeland en van de fossielen aldaar gevonden te financieren en voor het grote publiek bereikbaar te maken. Zijn rijkdom liet hem toe er een groot deel van zijn leven de geologie van de Wealden Groupsedimenten te bestuderen en er fossielen te verzamelen. Alhoewel hij meer verbonden was aan de studie van sporen en beenderen van dinosauriërs gevonden in Zuid-Engeland, speelde Beckles een belangrijke rol in het helpen interpreteren van de geologie en fossielen gevonden op het eiland Wight. In 1854 ontdekte hij op het eiland Purbeck (Zuid-Engeland) de kleine plantenetende dinosauriër Echinodon becklesii, in 1861 beschreven en benoemd door Richard Owen, en in de nabijheid van Battle (East Sussex) ontdekte hij in de vroege jaren van 1850 drie in anatomisch verband liggende ruggenwervels met hoge doornuitsteeksels. Dit fossiel werd in 1988 door de Amerikaanse paleontoloog Gregory Scott Paul toegewezen aan de grote vleesetende dinosauriër Altispinax.In 1854 werd Beckles fellow van de Geological Society of London. In een voetnoot in de uitgave van 1857 van zijn Wonders of Geology verwees Mantell kort naar Beckles' pioniersstudies. In 1859 werd hij als erkenning voor zijn bijdragen tot de geologie en de paleontologie verkozen tot Fellow van de Royal society of London en ook de Britse geoloog en concholoog Robert Damon (1814–1889) vermeldde in 1860 Beckles' ontdekkingen.

##### Alfred Tylor
Alfred Tylor (Middlesex, Engeland, 1824–Carshalton, Londen, Engeland, 1884) was een Brits geoloog.

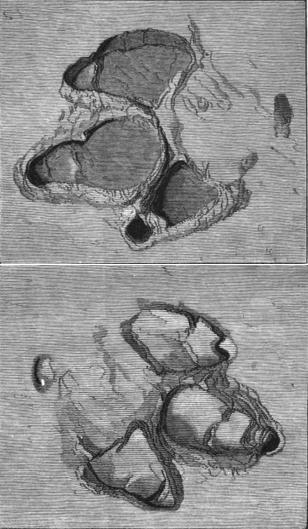
Voetafdruk van een dinosauriër uit het bovenste gedeelte van East Cliff (Wealden Group), ten westen van Ecclesbourne Glen, Hastings (East Sussex). Onderaan afgietsel. De voetafdruk werd door Tylor toegewezen aan Iguanodon. Bijna 1/9 ware grootte (illustraties door Tylor, 1862).

In 1862 schreef Tylor een artikel voor de augustusuitgave van het Quarterly Journal of the Geological Society - On the footprints of an Iguanodon lately found at Hastings - waaruit duidelijk blijkt hoe hij de Ornithopode Iguanodon als de maker van de veelvuldig voorkomende fossiele sporen in Hastings en omstreken identificeert. Hij verwees naar Edward Tagarts begeleidende brief bij diens artikel voor de februari-uitgave van 1846 van het Quarterly Journal of the Geological Society die de opmerking bevatte dat een zekere Harwood toen al vermoedde dat de sporen afkomstig zijn van Iguanodon. Tylor schreef dat de opvatting van de vroegste waarnemers, zoals Tagart, dat de sporen door gigantische loopvogels gemaakt werden, achterhaald is ten voordele van de opvatting dat ze van reptielen afkomstig zijn en dat deze visie ondersteund wordt door het overvloedig voorkomen van beenderen van Iguanodon en andere Dinosauria in de afzettingen van het Wealden van onder meer Hastings.
De sporen in de nabijheid van Hastings waarover Tylor het in zijn artikel heeft waren zichtbaar op losgeraakte blokken zandsteen die begin maart 1862 in grote massa's van het bovenste deel van de klif (East Cliff) iets ten westen van Ecclesbourne Glen op het strand waren terechtgekomen. Ongeveer 137 meter van deze zandsteenlaag was door de val in stukken gebroken en vertoonde talrijke fossiele sporen op een oppervlak van fossiele golfribbels. De sporen vormden kennelijk een ononderbroken sporenpad (opeenvolgende stappen gemaakt door één dier). Van een van de beste afdrukken werd een gipsen afgietsel gemaakt en tentoongesteld door een zekere Mann uit Eltham. Volgens Tylor was het waarschijnlijk de 'voet'afdruk van een Iguanodon die op een ondergrond van zandige modder met golfribbels stond dat voldoende hard was om een exacte indruk te behouden. De druk van de voet had de zandige modder die de indruk omgaf ongeveer 1,27 cm (een halve inch) boven een golfribbel opgetild en enkele tweekleppige weekdieren van het geslacht Cyrena, zichtbaar in de verstoorde modder, omgekanteld. De lengte van de voetafdruk meet ca. 53,34 cm (24 inch) van de tip van de middelste teen tot de achterste rand van een komvormige depressie die een diepte heeft van ca. 1,91 cm (3/4 inch) en een diameter van ca. 7,62 cm (3 inch) en die, zo vermoedde Tylor, de hiel van een Iguanodon markeert. Richard Owens afbeelding van de beenderen van de voet van een Iguanodon in Monograph on the Fossil Reptilia of the Wealden Formation in de Palaeontographical Society Volumes van 1857 heeft tenen met dezelfde afmetingen en met dezelfde relatieve onderlinge posities als de nieuw ontdekte voetafdruk van Hastings.
Elk teen van deze voetafdruk liet goed afgebakende indrukken (afdrukken) achter in het sediment toen het nog zacht was. De middelste teen heeft een totale lengte van bijna 28 cm (11 inch) en een grootste breedte van ca. 18 cm (7 inch). De teen loopt puntig toe tot in een depressie die gemaakt werd door de klauw van het eerste teenkootje, die waarschijnlijk diep in de modder binnendrong. De afdruk van de dextrale of uitwendige teen (de rechterteen) heeft een totale lengte van 22,86 cm (9 inch) en versmalt tot een stompe punt die ter hoogte van de klauw 2,54 cm (een inch) breed is. De afdruk van de sinistrale of inwendige teen (de linkerteen) is bijna 28 cm lang (11 inch) en versmalt tot een stompe punt die ter hoogte van de klauw eveneens een breedte heeft van 2,54 cm (een inch). Zoals bij de rechterteen heeft de klauw een komvormige depressie achtergelaten. Volgens Tylor bewoog het dier dat de sporen maakte zich voort in een richting bijna loodrecht op de golfribbels en draaide op een bepaald moment een voet iets op één kant waardoor de afzonderlijke voetafdruk een iets schuine oriëntatie kreeg. De voetafdruk waarvan het gipsen afgietsel gemaakt werd blijkt dus een afdruk te zijn van een voet in rust die veel verschilt van en ook andere kenmerken heeft dan de andere voetafdrukken van het sporenpad waarvan het deel uitmaakt. Het sporenpad werd volgens Tylor gemaakt door een dier dat vermoedelijk bijna continu in beweging was op het moment dat het de sporen, bewaard gebleven door verstening van de zandige modder waarover het dier zich voortbewoog, achterliet. De reeks sporen bevond zich oorspronkelijk in het bovenste gedeelte van de East Cliff, dicht bij het samenkomen van de schaliën van de Tilgate Beds en de Hastings Sands. De sedimenten van deze locatie correleren met de sedimenten van andere vindplaatsen waar beenderen van Iguanodon gevonden werden.
In zijn artikel schrijft Tylor verder dat sporen van Iguanodon op verschillende plaatsen en op minstens twee horizonten in het plaatselijke Wealdengebied voorkomen. In grijze zandige schaliën in de buurt van Couden en Bexhill, ten westen van Hastings, komen voetafdrukken voor die reeds door Samuel Husbands Beckles beschreven werden. Deze talrijke sporen variëren van 8 tot 27 inch in lengte (20,32 tot 68,58 cm), en liggen 45,72 cm (18 inch) en meer uit elkaar. Uit de afzettingen van de klippen te Bulverhithe en Galley Hill ten oosten van Bexhill zijn eveneens talrijke voetafdrukken en hun natuurlijke afgietsels bekend. Sommige zijn eveneens ca. 68,50 cm lang (27 inch). Deze afzettingen bevinden zich onder de schaliën van Couden en waarschijnlijk op de Castle Rock horizont (Hastings Sands) en haar onderliggende schaliegesteentelagen. Het voorkomen van de sporen op zandsteenplaten te East Cliff werd eerst door Edward Tagart en Beckles vastgesteld. De locatie van deze kalkhoudende zandsteen bevindt zich onmiddellijk boven de Castle Rock horizont. In afzettingen nabij Lee Ness ontdekte Beckles soortgelijke sporen en hun natuurlijke afgietsels op ongeveer twaalf meter (40 voet) boven zeeniveau. Deze afzettingen (sedimenten) liggen veel lager in het stratigrafisch profiel dan de zandsteenafzettingen te Castle Rock. Ook in de dunne zandsteenlagen van Biggs' Farm dicht bij Cuckfield werden sporen en hun natuurlijke afgietsels zoals nabij Lee Ness gevonden. De schaliën in de omgeving van Cuckfield bevinden zich hoger in het stratigrafisch profiel dan sommige te East Cliff en maken waarschijnlijk deel uit van de Wadhurst Clay.

## De studie van dinosauriërsporen

### Het ontstaan van dinosauriërsporen
De meeste sporen fossiliseren niet omdat ze vernietigd werden kort nadat ze gemaakt werden. Wind kan sporen uit elkaar waaien, door water kunnen ze 'uitgevaagd' worden, door dieren vertrappeld, enz. Ze fossiliseren dus onder speciale omstandigheden. Omdat de meeste op vochtig sediment gemaakt werden, bleven ze vaak bewaard in de nabijheid van waterlichamen zoals meren en rivieren, of in ondiep water zoals op het doorwaadbare gedeelte van meerbodems. Dinosauriërsporen zijn dus minder bekend uit drogere habitats. De beste sporen worden gemaakt op sediment dat noch te hard noch te zacht is. Als het substraat heel hard is, kunnen delen van de voet slechts licht of helemaal niet op het sediment als indrukken overgebracht worden.
In tegenstelling tot lichaamsfossielen die doorgaans het best preserveren wanneer ze snel begraven worden, worden sporen het best gepreserveerd wanneer ze relatief traag en op een rustige manier door bedekkend sediment begraven worden. Om reden van deze tegengestelde preserveringsomstandigheden worden sporen en beenderen zelden in nauw verband aangetroffen. Het klassieke scenario waarbinnen sporen kunnen gevormd en kunnen bewaard blijven is dat van een dier dat zich over een vochtig maar stevig fijnkorrelig sediment voortbewoog. Daarna blijven de sporen een korte tijd blootgesteld aan de elementen, waardoor ze droger en harder kunnen worden en dus resistent tegen beschadiging ten gevolge van toekomstige afdekking door sedimentatie. Indien dit bedekkend sediment een tegengestelde samenstelling heeft dan het sediment waarin de sporen achtergelaten werden, zullen de sporen gemakkelijker herkend worden, bv. wanneer 'voet'afdrukken in fijnkorrelige modder gemaakt werden en door de werking van wind en/of water door een laag zand bedekt werden. Maar sporen die door een soortgelijk sediment bedekt werden als het sediment waarin ze gemaakt werden kunnen ook herkend worden indien het oppervlak van de sporen vóór de inbedding (het bedekken door sediment) licht gewijzigd werd en er dus een duidelijk onderscheid is tussen de sporen en het bedekkend sediment. Gedurende de miljoenen jaren dat de sporen begraven blijven versteent ten gevolge van de toenemende druk het oorspronkelijke sediment, inclusief de sporen. Lithificatie kan ook optreden wanneer sedimentkorrels met mineraal cement aan elkaar gekit worden. Uiteindelijk kunnen ze opnieuw aan de oppervlakte komen te liggen ten gevolge van erosie of andere invloeden, bv. graafwerken. Sporen en sporenpaden (opeenvolgende stappen gemaakt door één dinosauriër) worden het best bestudeerd en eventueel uit de matrix gehaald vooraleer erosie en andere schadelijke invloeden ze vernietigen. Werden ze gevormd onder minder ideale omstandigheden, dan zijn ze onregelmatig en/of onherkenbaar, of fossiliseerden helemaal niet.

Natuurlijk afgietsel, echt spoor, spooropvulling en onderspoor gevormd door één voetafdruk van een dinosauriër. Aangepast naar Lockley, 1991.

Een minder klassiek scenario waarbinnen sporen kunnen gevormd worden treedt op wanneer een twee- of viervoetig dier zich over een zacht en heel vochtig oppervlak voortbeweegt waardoor de voet tot in vastere lagen onder het oppervlak kan doorduwen (onderlagen). Het te vloeibare oppervlaktemateriaal kan dan over de bovenste depressies terugvloeien en tegelijkertijd de indrukken die in de lagere lagen gemaakt werden bedekken. Zulke afdrukken onder het loopoppervlak noemt men ondersporen of geestsporen. Omdat ze onmiddellijk nadat ze gemaakt werden overdekt werden met vloeibaar sediment dat in de loop van miljoenen jaren versteende, waren ze veilig voor erosie of andere destructieve krachten aan het oppervlak, en verhoogden de preserveringskansen. Geestsporen zijn minder in detail gepreserveerd dan echte sporen. Alhoewel geestsporen nooit details van de huid of indrukken van loopkussens tonen, laten ze soms goed gepreserveerde klauwindrukken zien die niet zichtbaar zijn bij echte sporen. Sommige onderlagen van sporenpaden van viervoeters bewaren enkel afdrukken van de hand of enkel afdrukken van de voet. Sporenpaden van Sauropoda die enkel afdrukken van de handen vertonen werden lange tijd gezien als sporen van zwemmende dieren die zich met hun voorpoten op de bodem van bv. een meer afzetten. Het zijn echter geestsporen die gevormd werden doordat sporen van handen dieper in het sediment wegzakten dan sporen van de voeten. Fossiele voetsporen vertegenwoordigen niet altijd het originele spoor. Een enkele stap kan meerdere typen fossiele sporen voortbrengen. Het fossiel van de eigenlijke voetafdruk, dus de initiële indruk die de sporenmaker in het sediment waarop het zich voortbewoog maakte, wordt het echte spoor genoemd. In echte sporen zijn soms details zoals huidafdrukken bewaard gebleven. Spijtig genoeg zijn er weinig bekend. Wanneer een voetafdruk versteende golfribbels, regendruppels of krimpscheuren overlapt, is het zeker dat het op het originele oppervlak gemaakt werd en dat het een echt spoor is. Sediment dat een echt spoor opvult en dat erin versteent vormt een natuurlijk afgietsel van dat echte spoor. Natuurlijke afgietsels zijn driedimensionale replica's van een 'voet' en kunnen zoals bij echte sporen details van de voet tonen (bv. afdrukken van de huid). Soms kunnen indrukken in de sedimentlaag die boven sporen werd afgezet ook gevuld worden. Dit noemt men spooropvullingen. Zoals ondersporen hebben spooropvullingen minder morfologisch detail maar in sommige gevallen kunnen ze gebruikt worden om echte sporen die niet volledig door erosie blootgelegd werden op te sporen. Maar spooropvullingen kunnen de kenmerken van echte sporen ook verhullen wanneer de bedekkende sedimentlaag wel grotendeels weggeërodeerd is, maar resten ervan in enkele van de spoordepressies achterblijven. Goed opgevulde echte sporen zullen weinig of geen reliëfverschillen op het oppervlak vertonen. Op sommige vindplaatsen werden volledige sporenpaden van opgevulde echte sporen gedurende decennia niet herkend. Alleen wanneer het substraat grondig gereinigd was werden de spooropvullingen zichtbaar door hun met het omringende substraat contrasterende textuur en kleur (Kuban, 1989b).

### Belangrijkste soorten dinosauriërsporen
Het is vaak moeilijk zoniet onmogelijk om het genus of het species dinosauriër dat bepaalde sporen maakte te identificeren. Maar meestal kan minstens de groep dinosauriërs waartoe de sporenmaker behoorde bepaald worden, omdat de voetstructuur bij de verschillende dinosauriërgroepen aanzienlijk varieert. In vele gevallen verschilde ook de wijze van voortbewegen tussen de verschillende groepen. Voor de studie van dinosauriërsporen is het handig om eerst te bepalen of de sporenmaker tweevoetig of viervoetig was. Sporenpaden gemaakt door tweevoeters komen het meeste voor. Ze bevatten links-rechts reeksen van gelijkaardig gevormde voetafdrukken met elk drie grote tenen en worden populair drietenige of tridactiele sporen genoemd. De meeste bipedale dinosauriërs hadden vier tenen, maar één (de hallux) was klein en werd in een verhoogde positie gehouden aan de achterste binnenkant van de voet. De zeldzame afdrukken van de hallux zijn meestal klein en ondiep. De vorm van een spoor is vaak een representatie van niet enkel de voetanatomie van een dier, maar ook van het kinematisch patroon van de stapcyclus en de conditie van het substraat (de ondergrond) op het moment dat het spoor gemaakt werd. Met deze eigenschappen moet rekening gehouden worden bij de interpretatie en de naamgeving van sporenpaden.

#### Theropoda en Euornithopoda
Dinosauriërs die tweevoetige sporenpaden maakten behoren tot twee grote groepen, de onderorde Theropoda (bipedale carnivoren) en de klade Euornithopoda (bipedale herbivoren). Sporen van Theropoda vertonen karakteristiek relatief lange en smalle teenafdrukken, eindigend in min of meer V-vormige slanke, scherpe indrukken van klauwen in het substraat. Binnen Theropoda werd ichnotaxonomisch een ietwat arbitraire opdeling tussen kleine, graciele vormen ("Coelurosauria") en grote, robuuste vormen ("Carnosauria") gemaakt. Sporen van "Coelurosauria" hebben vaak dicht op elkaar staande tenen met onderscheiden 'teenkussentjes'. De vorm en positie van de 'teenkussentjes' kunnen gebruikt worden voor het identificeren van afzonderlijke ichnogenera. De tenen van sporen van "Carnosauria" zijn meestal meer gespreid, zijn robuust en hebben minder onderscheiden 'teenkussens'. Sporen van Euornithopoda zijn meestal breder dan sporen van Theropoda, hebben goed afgeronde hielen en vooraan relatief korte, stompe indrukken die door hoefachtige klauwen gemaakt werden. Maar het onderscheid tussen Euornithopode en Theropode sporen is minder duidelijk bij sommige kleine, slecht bewaarde sporen. Er bestaat discussie tussen specialisten in dinosauriërsporen of kleine sporen afkomstig zijn van Euornithopoda of Theropoda, en of ze gemaakt werden door kleine soorten of door jonge individuen van grotere soorten. Sporen van "Carnosauria" kunnen verward worden met grote sporen van Euornithopoden wanneer de tenen gedeeltelijk opgevuld raakten met modder, waardoor ze na lithificatie korter en stomper lijken zoals bij sporen van Euornithopoda. Sommige Euornithopode sporen werden toegewezen aan Iguanodontoidea, die soms afwisselden tussen bipedale en quadrupedale voortbeweging. Hun voeten hebben drie brede, stompe tenen zoals de meeste andere grote Euornithopoda. De handen hebben vijf vingers van variërende lengte. Vele sporenpaden die aan Iguanodontoidea toegewezen werden laten een sterke binnenwaartse rotatie van de voeten zien.

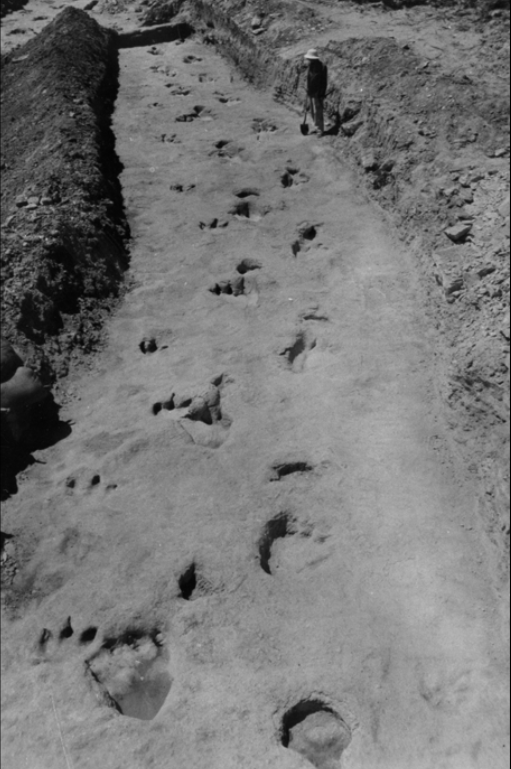
Een van de foto's uit 1940 genomen door Roland T. Bird tijdens de opgraving van twee sporenpaden (de 'jachtscène') in de bedding van de Paluxy River te Glen Rose in Texas. Links de drietenige sporen van een carnivore dinosauriër (Acrocanthosaurus ?) en rechts de grotere, ronde sporen van een plantenetende sauropode (ichnospecies Brontopodus birdi). Bovenste Aptiaan-Onder Albiaan van het Onder-Krijt, 115 tot 105 miljoen jaar geleden (Farlow et al., 2012).

Euornithopoda en Theropoda hadden meestal een digitigrade gang, dat wil zeggen dat ze zich op de tenen voortbewogen. Tot op het einde van de jaren zeventig van de twintigste eeuw vermoedde men dat deze groepen dinosauriërs altijd deze manier van voortbeweging hadden. Maar onderzoek door de Amerikaanse bioloog Glen Jay Kuban in de vroege tachtiger jaren van de twintigste eeuw op sporen in de bedding van de Paluxy River in Texas toonde aan dat sommige bipedale dinosauriërs zich minstens occasioneel op een plantigrade of een plantigrade-achtige manier voortbewogen, waarbij buiten de tenen ook de middenvoetsbeenderen (metatarsalia) plat op de grond gezet werden en er op die manier verlengde voetsporen ontstonden. Kuban schreef een wetenschappelijk artikel over deze verlengde sporen, Elongate Dinosaur Tracks, en stelde het in 1986 voor op de First International Conference on Dinosaur Tracks and Traces in Albuquerque (New Mexico). Daarna werd het gepubliceerd in het boek Dinosaur Tracks and Traces (Gillette & Lockley, 1989). Waarom sommige tweevoetige dinosauriërs zich ook op de middenvoetsbeenderen voortbewogen is onzeker. Een hypothese houdt in dat de dieren een lage of gehurkte houding aannamen tijdens het besluipen van een prooi of tijdens het foerageren waardoor de metatarsalia in een meer horizontale positie gedwongen werden. Ten gevolge van het toevallig gedeeltelijk opgevuld raken met ongeconsolideerde modder toen het loopvlak nog uit zacht sediment bestond en van erosie of door een combinatie van factoren lijken verlengde sporen vaak op gigantische menselijke voetsporen, voor welke ze door veel lokale bewoners en door creationisten dan ook aangezien werden. Tezamen met erosiesporen en wat losse menselijke inscripties in de kalksteen-en zandsteenlagen van de Paluxy Riverbedding (Paluxy Creek), verwezen creationisten vaak naar de verlengde sporen om aan te tonen dat Dinosauria en mensen samengeleefd hebben en dat evolutie niet plaatsgevonden heeft en niet plaatsvindt. Maar toen gedetailleerde uitleg over de verlengde sporen en gerelateerde fenomenen gepubliceerd werd, lieten de meeste aanhangers van de menselijke voetsporen hun claims vallen.

#### Sauropoda
Sporen van quadrupedale dinosauriërs komen veel minder voor dan sporen van bipedale soorten. De meeste viervoetige soorten verkozen waarschijnlijk droge of beboste habitats waar door de afwezigheid van sedimentatie voetsporen niet bewaard blijven. Meestal vertonen hun sporenpaden afdrukken van de voor- en achterpoten, afdrukken die verschillen van vorm en afmetingen. De voetsporen van de voorpoten (de 'handen') zijn kleiner dan die van de achterpoten (de 'voeten'). Zowel de 'handen' als de 'voeten' kunnen vier tot vijf vingers en tenen dragen. Sommige voetsporen van quadrupedale soorten zijn meer dan een meter lang en tientallen centimeters diep. Ze maken deel uit van vaak spectaculaire sporenpaden van Sauropoda.Tijdens de zeventiger jaren van de twintigste eeuw waren nog maar enkele locaties met sauropodensporen bekend. Enkele van de best bewaarde werden in 1940 ontdekt en  blootgelegd door de Amerikaanse paleontoloog Roland Thaxter Bird en zijn team in de bedding van de Paluxy River te Glen Rose in de Amerikaanse staat Texas (Glen Rose Formation, Bovenste Aptiaan-Onder Albiaan van het Onder-Krijt). Deze opgraving van een groot dinosauriërsporenpad was de eerste in de geschiedenis van de paleontologie. Alhoewel over de sporen van de Paluxy River reeds in 1917 gepubliceerd werd, was het Bird, een fossielenverzamelaar in dienst van de Amerikaanse paleontoloog Barnum Brown van het American Museum of Natural History (AMNH) te New York, die als eerste sporen van sauropoden herkende, sporen die later toegewezen werden aan het holotype van Brontopodus birdi. Bird en zijn veldteam maakten een groot pad met een oppervlak van negen bij 3,65 meter van deze sauropodensporen, dat in het American Museum of Natural History en in het Texas Memorial Museum (TMM) tentoongesteld werd, los uit het gesteente. Een deel van het sporenpad ging tijdens het transport verloren. Wanneer in de periode juli tot in september het waterpeil laag staat zijn andere sporen nog steeds zichtbaar in de rivierbedding. Een van de sauropodensporenpaden van de Paluxy River heeft een parallel lopende en uiteindelijk convergerende reeks grote carnosauriërsporen (Acrocanthosaurus?) dat onder meer bij Bird ertoe leidde te speculeren over een miljoenen jaren oude jachtscène. Maar andere onderzoekers wijzen erop dat de passen tussen de sporen eerder klein zijn en dus een niet-gehaaste gang vertegenwoordigen. Mogelijk besloop de carnosauriër de sauropoden vanop afstand of gebruikte het dier simpelweg hetzelfde pad.
Het voetskelet van Sauropoda heeft vijf tenen, die kleiner worden van de binnenkant naar de buitenkant van de voet (pes). De binnenste drie of vier tenen (het aantal varieert naargelang de soort) dragen grote klauwen die in sporen goed zichtbaar zijn en die onder een hoek staan in de richting van de buitenkant van de voet. De vierde en vijfde teen waren meestal klein, droegen geen klauw en zijn zelden goed bewaard in sporen. De algemene vorm van de achterste sporen is vaak ietwat beerachtig, alhoewel andere bij meervoudige sporenpaden zelfs binnen dezelfde kudde bijna driehoekig zijn, en misschien een leeftijdsverschil of seksuele dimorfie weerspiegelen. De afdrukken van de voorste poten, de hand of in het Latijn manus van sauropoden lijken op sporen van olifanten. Goed bewaarde specimina vertonen vijf stompe, pinvormige vingers, twee aan elke zijde en een andere ingebed in een vlezig kussen aan het voorste einde. De afdrukken van de achterpoten (voeten) of modder naar voren geduwd door de achterpoten overlappen vaak de afdrukken van de voorpoten (handen), waardoor de sporen van de voorpoten verkleind werden tot halvemaanvormige depressies, of uitgewist werden. Sporen van de voorpoten tonen klauwloze vingers, maar het handskelet in skeletopstellingen van sauropoden bevat een grote, gepunte klauw. Waarschijnlijk werd deze klauw in een opgerichte positie gehouden of werd in het vlezige kussen vooraan in de voet 'opgeborgen'.

#### Ankylosauria, Ceratopia en Stegosauria
Slechts enkele sporen werden toegewezen aan Ankylosauria (gepantserde Dinosauria) en Ceratopia (gehoornde Dinosauria). De soorten die onder beide kladen ressorteren zijn uitsluitend quadrupedaal. De handen en voeten van Ankylosauria zijn wat meer compact en robuust dan die van Ceratopsia, maar de soorten van beide groepen hebben een voet met vier tenen en een hand met vijf vingers. Slechts enkele sporen werden aan Stegosauria toegewezen, maar deze vertonen geen sterke overeenkomsten met het ons bekende voetskelet van vertegenwoordigers van deze klade, die uitsluitend quadrupedaal waren.

### Meten en in kaart brengen van dinosauriërsporen
Een paleosite met dinosauriërsporen vereist gedetailleerde metingen van individuele sporen en van sporenreeksen (sporenpaden). Idealiter zou de gehele vindplaats in kaart moeten gebracht worden. Als daar onvoldoende tijd voor is concentreert men zich op de best gepreserveerde sporen en sporenpaden. Belangrijke metingen zijn de breedte, de lengte en de diepte van de sporen. Omdat er bij gebrek aan een universele methode verschillende methoden gebruikt worden om die metingen te verrichten is het zeer belangrijk dat de onderzoekers nauwkeurig beschrijven hoe de afmetingen vastgelegd werden. Andere nuttige afmetingen zijn bv. nog de hoek die gevormd wordt tussen de buitenste en binnenste vingers van de hand en de buitenste en binnenste tenen van de voet. Ook de richting (oriëntatie) waarin individuele sporen en sporenreeksen achtergelaten werden is van belang. Meestal wordt deze bepaald rekening houdende met het magnetische noorden. Belangrijke metingen in sporenpaden (sporenreeksen) zijn onder meer nog het meten van pas, pashoek en schrede. De term pas (of stap) verwijst naar de afstand van de afdruk van een rechter'voet' naar een corresponderend punt op de eerstvolgende afdruk van een linker'voet' of van de afdruk van een linker'voet' naar een corresponderend punt op de eerstvolgende afdruk van een rechter'voet'. De pas of staphoek is de hoek gevormd tussen twee opeenvolgende passen of stappen. Bij een quadrupedaal sporenpad zouden afzonderlijke metingen van de pas (stap), de schrede en de pashoek moeten genomen worden van de afdrukken van zowel de 'handen' als de 'voeten'. Lange meetstokken van bv. twee meter zijn nuttig voor het meten van pas en schrede, en op elk spoor zou een overeenstemmend referentiepunt moeten aangebracht worden. Sommige onderzoekers gebruiken van elk spoor het meest vooraan en het meest achteraan gelegen punt, maar omdat deze punten aanzienlijk variëren bij onduidelijke sporen, is het gebruik van een meer centraal punt zoals de basis van de middelste teen of middelste vinger een beter uitgangspunt. Om het even welke methode gebruikt wordt, het moet een precieze methode zijn. De hoeken waaronder passen gemaakt werden kunnen met behulp van trigonometrie berekend worden van zodra de afmetingen van de pas en de schrede genomen zijn. Maar als er tijd voor is is het het beste om de afmetingen van de schrede onmiddellijk te nemen. Deze dienen als controle voor de afmetingen van de pas en de afmetingen van de hoek waaronder een pas werd gemaakt.
Andere nuttige metingen op sporenpaden van Dinosauria zijn nog de breedte en de spoorrotatie. Spoorrotatie is de graad waarmee individuele sporen naar binnen gekeerd staan (zoals de tenen bij sporen van duiven) of naar buiten (zoals de 'voeten' bij sporen van eenden). Deze metingen worden gewoonlijk genomen rekening houdende met de middenlijn van een sporenreeks (een sporenpad). Door het bepalen van de totale lengte van een sporenpad kan men de nauwkeurigheid van de pas- en schrede metingen controleren. Worden er op een vindplaats meerdere sporenreeksen aangetroffen, dan wordt de afstand tussen de sporenpaden op meerdere punten gemeten. Het in kaart brengen van een vindplaats van sporen wordt vergemakkelijkt door het gebruik van een raster gemaakt met kalk of door een raster van koord. Nadat het raster op de vindplaats getekend werd (met kalk) of uitgelijnd werd (met koord), is het relatief makkelijk om alle individuele sporen en reeksen sporen op rasterpapier uit te tekenen. Gecombineerd met de metingen en met foto's kan dit een nauwkeurige kaart van de sporenvindplaats opleveren, maar tekeningen en foto's alleen kunnen de nauwkeurigheid van directe metingen voor het maken van een kaart van de sporenvindplaats niet evenaren. Toch vormen foto's  een belangrijk deel van de vindplaatsdocumentatie en zijn een waardevolle hulp bij het karteren van vindplaatsen. Ze worden genomen nadat individuele sporen of sporenreeksen (sporenpaden) goed gereinigd zijn, en wanneer er voldoende licht is om ook subtiele kenmerken aan het licht te brengen. De wetenschappelijk meest bruikbare foto's zijn close-ups van individuele, duidelijke sporen, direct erboven genomen met behulp van toestellen gemonteerd op hoge palen. Meerdere opeenvolgende sporen (een sporenpad) kunnen vastgelegd worden door luchtfotografie (ook meerdere sporenpaden). Foto's genomen onder een hoek onthullen diepte en contouren. De foto's moeten het identificatienummer dat elk spoor krijgt en een voorwerp of een meterstok als schaalaanduiding afbeelden. Sommige onderzoekers vullen vóór het fotograferen sporen met water om het contrast met het omgevende substraat te verhogen, maar dit kan de illusie van diepte creëren of contouren weergeven die in de sporen zelf niet duidelijk zijn. Een andere karteringstechniek naast de rastertechniek is het bedekken van het substraat met transparant plastic waarop de individuele sporen en sporenneeksen aangeduid worden, maar omdat de plastic stroken nooit precies met het oppervlak van de sporen kunnen overeenkomen, zal de plaatsbepaling ervan altijd minder accuraat zijn dan die verkregen door middel van directe metingen.
Dankzij het maken van mallen en afgietsels kunnen van goed gepreserveerde sporen duplicaten verkregen worden. Er bestaat discussie of een afdruk rechtstreeks van een spoor genomen een mal is of een afgietsel. Een rechtstreekse afdruk kan beschouwd worden als een ruw afgietsel van een dinosauriër'hand' of 'voet', omdat het spoor een soort natuurlijke mal is. Maar als iemand het spoor zelf eerder dan de 'voet' als het originele specimen beschouwt, dan is elke rechtstreekse afdruk genomen van het spoor een mal van het spoor, en elke  replica die van de mallen gemaakt wordt is dan een afgietsel. Het laatste komt het meeste voor. Algemeen gebruikte materialen voor het maken van mallen zijn onder meer gips, latex rubber en siliconen. Gips is snel en gemakkelijk in gebruik maar kan enkel voor gladde, harde sporen aangewend worden. Om te voorkomen dat de mal in het spoor blijft steken, wordt bij de gips een lossingsmiddel zoals bv. vaseline toegevoegd. Gipsen mallen zijn zwaar en breekbaar, en geven minder detail dan rubberen mallen. Vloeibaar latex rubber levert lichtgewicht flexibele mallen op en kan zonder lossingsmiddel toegepast worden. Het rubber wordt in meerdere lagen met een borstel aangebracht. Het aanbrengen van open geweven stof tussen de rubberlagen maakt de mal steviger en robuuster. Maar zelfs met verstevigingen neigen rubberen mallen te flexibel te zijn. Rubberen mallen die van diepe sporen gemaakt werden moeten ondersteund worden met een rigide ondersteuningsmal die uit glasvezel, gips of uitrekbaar urethaanschuim kan bestaan. Met silicoonrubber kunnen eveneens flexibele lichtgewicht mallen van dinosauriërsporen gemaakt worden. Het is beschikbaar in mengsels bestaande uit twee componenten (een base en een katalysator) die vermengd worden en in een spoor gegoten worden. Mallen die uit silicoonrubber bestaan zijn wat steviger dan mallen van latex rubber. Ze blijven langer intact en zijn sneller voltooid indien bepaalde snelwerkende katalysatoren gebruikt worden. Maar silicoonrubber is duurder dan latexrubber en vereist het gebruik van een scheidende agens. Als het een diep spoor is moet de mal van een stevige ondersteuningsmal voorzien worden. Eens een mal gemaakt is, kan een afgietsel gemaakt worden van plaaster of glasvezel. Kwalitatief goede mallen en afgietsels behouden de kleinste details van de originele sporen en maken het mogelijk dat ze bestudeerd, gemanipuleerd en tentoongesteld worden zonder risico op beschadiging van de originele sporen. Voor de publicatie van het onderzoek van een vindplaats moeten alle verzamelde gegevens gecompileerd worden, tezamen met een volledige en nauwkeurige kaart. Alhoewel de diverse metingen van zowel individuele sporen als van sporenreeksen (sporenpaden) belangrijk zijn en in de publicatie vervat moeten zijn, laat een nauwkeurige kaart toe om de essentiële kenmerken van een vindplaats te begrijpen.

### Voorbereiding van een vindplaats dinosauriërsporen
Voor elke degelijke studie van individuele sporen en van sporenpaden zou men steeds alle reeds bestaande wetenschappelijke literatuur over de locatie en de geologie van het gebied moeten raadplegen om een idee te krijgen van wat er reeds over bekend is. In de meeste gevallen is het het beste dat sporen in situ (ter plaatse) bestudeerd en gedocumenteerd worden in plaats van ze te verwijderen en in een labo te onderzoeken. Een voordeel bij het bestuderen van sporen is dat ze meestal intact zijn en zich nog in hun originele positie bevinden, tegenover fossiele dinosauriërbeenderen die vaak gebroken zijn en verspreid over een vindplaats aangetroffen worden. Pogingen om sporen te verwijderen leiden vaak tot beschadiging, en op de meeste locaties is verwijdering verboden. Verwijdering verhindert latere onderzoekers om sporen in hun eigen context in correlatie met andere sporen en omringende kenmerken te bestuderen. Dankzij moderne technieken voor het vervaardigen van precieze en gedetailleerde afgietsels is het verwijderen van sporen uit hun matrix trouwens overbodig. Soms worden uitzonderingen gemaakt voor locaties die in acuut gevaar zijn. In zulke gevallen gebeurt het verwijderen van de sporen door ervaren veldwerkers die over het passende gereedschap beschikken, en met toelating van de eigenaar van de locatie.
Bij de voorbereiding van een vindplaats is het belangrijk het oppervlak waarin de sporen zich bevinden goed te reinigen. Dit kan louter het wegborstelen van oppervlaktesediment inhouden, maar op veel vindplaatsen zal het verwijderen van grotere hoeveelheden grind, zand, water en/of zelfs bedekkende gesteentelagen noodzakelijk zijn. Het benodigde gereedschap varieert naargelang de aard en de hoeveelheid materiaal dat de sporen bedekt en naargelang de omvang van het onderzoek. De basisuitrusting voor de reiniging omvat spaden, handtruwelen, bezems, emmers, borstels, sponsen, meetgereedschap (lintmeter, meterstok, gradenboog, papier en potlood), fototoestellen, materiaal om afgietsels te maken en reinigingsmiddelen. Zandzakjes kunnen nuttig zijn wanneer sporen zich op een rivierbedding bevinden. Een inschatting pro-actief hoeveel in de beschikbare tijd kan gereinigd en bestudeerd worden verhoogt de efficiëntie van het onderzoek. Meestal worden sporen bedekt gelaten wanneer er niet onmiddellijk aandacht aan kan besteed worden. Eens ze blootgelegd zijn, zijn sporen meer onderhevig aan erosie en andere destructieve invloeden.
Reiniging van het oppervlak waarin sporen voorkomen moet zo grondig mogelijk gebeuren om subtiele, potentieel belangrijke kenmerken niet te missen. Maar voorzichtigheid is geboden om te vermijden dat dit oppervlak beschadigd wordt vooral wanneer metalen gereedschappen, zoals koevoeten en spaden, gebruikt worden. Definitieve verwijdering van oppervlaktesediment en al het materiaal dat zich in diepe holten bevindt moet met minder destructieve gereedschappen zoals bezems, haarborstels, plastieken schoppen en handscheppen gebeuren. Een vochtige spons is meestal ideaal voor de finale reiniging. Wanneer het oppervlak dat de sporen bevat grof of brokkelig is, of wanneer de bedekkende sedimentlaag moeilijk kan gescheiden worden van de sporendragende sedimentlaag, is speciale zorg vereist. Kleine gaatjes in de sporen moeten gereinigd worden met borsteltjes en ander bij voorkeur houten of plastieken gereedschap.
Nadat een vindplaats goed gereinigd is moet elk spoor voorzien worden van een identificatienummer. Deze nummers kunnen gebruikt worden voor het fotograferen van de sporen en het maken van kaarten van de vindplaats. Ze worden aangebracht met verwijderbare verf of kalk omdat latere onderzoekers mogelijk andere nummeringmethodes willen gebruiken en eventuele bezoekers de sporen willen bezichtigen en fotograferen zonder de aanwezigheid van storende markeringen. Een van de eenvoudigste nummeringmethodes is aan elke reeks sporen (sporenpaden) een letter toe te wijzen en aan elk spoor in een sporenpad een nummer voorafgegaan door de letter van dat sporenpad.

### Interpretatie van gegevens uit dinosauriërsporen
De meest directe informatie die uit dinosauriërsporen kan afgeleid worden betreft voortbeweging, bipedaal of quadrupedaal of afwisselend tussen beide. De afdruk van de voet is bij de meeste viervoetige dinosauriërs groter dan die van de hand (heteropodie). Van diverse afmetingen afgeleid uit sporenpaden kan een schatting gemaakt worden van de voortbewegingssnelheid van het dier dat de sporen achterliet. Als de afstand tussen twee 'voet'afdrukken vier of meer maal de lengte is van een voetafdruk, kan men spreken van een "lopend" dier. Door gebruik te maken van formules ontwikkeld door onder meer de Britse zoöloog R.M. Alexander en de Britse paleontoloog R.A. Thulborn kan de voortbewegingssnelheid van een dinosauriër berekend worden. De absolute snelheid kan niet berekend worden omdat de duurtijd van de stap en de schrede (de aangehouden kadans) onbekend is. Bijgevolg zijn alle berekende snelheden relatieve snelheidschattingen. De meeste sporenreeksen (sporenpaden) wijzen op een lage voortbewegingssnelheid van twee tot twaalf kilometer per uur, maar verschillende reeksen sporen die door bipedale dinosauriërs gemaakt werden wijzen op een snelheid van meer dan veertig kilometer per uur. Vele dinosauriërsoorten konden snel rennen maar deden dat zelden. Zelfs de snelste dieren doen dat zelden. Digitigrade voortbeweging (enkel op de tenen) en smalle sporenpaden, beide algemene kenmerken van bipedale dinosauriërs, worden gelinkt aan snel rennende dieren en dus efficiënte voortbeweging. Sommige sporenpaden van bipedale dinosauriërs zijn zo smal dat de afzonderlijke sporen bijna een rechte lijn vormen. Weinig gespreide tenen, typisch voor sporen van kleine Theropoda, zijn ook indicatief voor snelle dieren. Over het algemeen wijzen hun sporen erop dat bipedale dinosauriërs zich meestal aan een laag tempo voortbewogen, maar in staat waren snel te rennen wanneer nodig. Al deze conclusies worden bevestigd door studies over de biologie en de anatomie van dinosauriërs. Zelfs sporenpaden van Sauropoda zijn tamelijk smal in vergelijking met die van echte reptielen zoals schildpadden en hagedissen. Er zijn geen sporen van "lopende" Sauropoden bekend en waarschijnlijk konden ze dat niet, maar mogelijk konden ze wel "draven" zoals olifanten.
Sporen leveren gegevens over de afmetingen en de vorm van de "voet" en eventueel de "hand" van het dier dat ze achterliet en over het aantal "vingers" en "tenen". Sommige sporen laten zien hoe een bepaalde dinosauriër zijn staart droeg of zelfs de vermoedelijke houding die het dier aannam in rust. Goed gepreserveerde sporen kunnen zelfs details van de zachte delen van de hand en voet onthullen, zoals het patroon loopkussens en spieren op de hand- en voetzolen, en de mate van flexibiliteit van de vinger- en teenkootjes. Deze kenmerken van afzonderlijke sporen leveren, gecombineerd met de gegevens van de patronen in sporenpaden, belangrijke sleutels tot de identiteit van de spoormaker. Omdat fossiele sporen ooit door levende dieren gemaakt werden, verstrekken deze ook informatie over het sociaal gedrag van dinosauriërs en hun habitat. Sommige vindplaatsen uit het Boven-Jura en Krijt bevatten tientallen parallel lopende sporenpaden gemaakt door meerdere individuen Ornithopoda en Sauropoda die in dezelfde richting liepen, wat wijst op kuddevorming en migratie. Zulke sporenpaden lijken vaak langs een oude kustlijn te lopen, wat aanwijzingen geeft over de toenmalige geografie. Gegroepeerde sporen van meerdere plantenetende dinosauriërs rond afdrukken van bomen wijzen op een "grazende" groep dieren. Een sporenpad in de bedding van de Paluxy River te Glen Rose in Texas met links de drietenige sporen van een carnivore dinosauriër en rechts de grotere, ronde sporen van een plantenetende sauropode werd door sommige onderzoekers als een oude jachtscène geïnterpreteerd. Talrijke goed gepreserveerde sporenpaden in sedimenten uit het Midden-Krijt van West-Centraal Queensland (Australië) worden toegewezen aan een stampede van kleine tot middelgrote ornithopode planteneters en kleine vleeseters. Op de vindplaats suggereren sporen van een enkele grote vleeseter de aanleiding tot de stampede. Op basis van verschillende gegevens afgeleid uit deze sporenpaden kunnen schattingen gemaakt worden van de loopsnelheid van de kleine vleeseters en van de ornithopoden. Sporen vullen de kennis van lichaamsfossielen (beenderen, tanden, pantsers) aan door informatie te verschaffen over de geografische verspreiding van de diverse dinosauriërgroepen, over hun chronostratigrafie, populatiebiologie en paleo-ecologie. Paleontologen kunnen voor een bepaald gebied aan de hand van de er voorkomende sporen en sporenpaden de ratio sporen van planteneters ten opzichte van sporen van vleeseters en de ratio kleine ten opzichte van grote spoormakers berekenen.
De vaststelling of de lange as van de voet naar buiten roteert, naar voren gericht is, of naar binnen roteert kan de morfologie van de dinosauriër die de sporen maakte en de manier van voortbewegen gedeeltelijk bepalen. Sommige dinosauriërs hebben langere binnenste vingers of tenen (entaxonisch) (anatomische positie in hand- of voetskelet ; I of II), een grotere centrale vinger of teen (mesaxonisch) (III), of langere buitenste vingers of tenen (ectaxonisch) (IV of V). Sommige zetten hun volledige voetzool plat op de grond (plantigraad) tijdens de voortbeweging, andere liepen op enkel de tenen (digitigraad). Al deze kenmerken worden het best bestudeerd in relatie tot het algemene patroon van een sporenpad (opeenvolgende stappen gemaakt door één dinosauriër) waarin men de stap of pas  (links naar rechts of rechts naar links) kan meten, de schrede (links naar links of rechts naar rechts) en de hoek waaronder een stap of pas gemaakt werd (de hoek tussen twee opeenvolgende stappen). Verscheidene sporenpadpatronen zijn kenmerkend voor bepaalde groepen dinosauriërs en geven aanwijzingen over de houding van de individuele dieren die de sporen achterlieten. Brede sporenpaden wijzen op dieren die hun ledematen zijwaarts uitspreiden en smalle sporenpaden wijzen op dieren met een opgerichte lichaamshouding waarbij de ledematen vertikaal onder het lichaam gehouden worden. Sporenpaden waarbij de afstand tussen de stappen toeneemt of afneemt kunnen een versnellende of vertragende kadans aangeven, terwijl afwisselende lange en korte stappen kunnen wijzen op een hinkend dier. Rapporten van ongewoon gedrag, zoals hoppen of aanvallen, worden niet ondersteund door de sporenpaden zelf of zijn op zijn best controversieel.
In vele ichnocoenosen van bepaalde sedimentaire facies of gesteenteformaties komen sporenpaden vaak in gelijkaardige proporties voor. Zulke frequent voorkomende gemeenschappen kunnen gebruikt worden om bepaalde ichnofacies te definiëren die de samenstelling van dierengemeenschappen in bepaalde omgevingen weerspiegelen. Sporen vertegenwoordigen karakteristieke dierengemeenschappen in verschillende habitats en zijn dus bruikbaar voor paleo-ecologisch onderzoek. Sporen van carnivore dinosauriërs Theropoda komen meer voor dan die van hun herbivore prooien. Ze komen ook meer voor dan de carnivoor/prooi ratio's die afgeleid werden uit het bestand fossiele beenderen aangeven. Deze inconsistentie werd toegeschreven aan de hogere activiteitniveaus van Theropoda, maar mogelijk zijn er ook andere verklaringen. Verschillende carnivoor/prooi ratio's kunnen bijvoorbeeld de neiging van predatoren weerspiegelen om langs kustlijnen te patrouilleren en op zicht te jagen. Carnivoor/prooi ratio's die afgeleid werden uit de aantallen sporenpaden zouden moeten gecorrigeerd worden op geschatte lichaamsgrootte om voor ecologische interpretaties biomassaschattingen te kunnen geven. Om minstens twee redenen is het ook interessant om bestanden met sporen en bestanden met beenderen uit verscheidene formaties met elkaar te vergelijken. Ten eerste tonen sporen voornamelijk het voorkomen van terrestrische fauna's aan, wat betekent dat sporen een belangrijke factor zijn voor de bepaling van een zo volledig mogelijk beeld van het totale fossielenbestand (sporen en beenderen). Ten tweede komen sporen in vele formaties veel overvloediger voor dan beenderen. In sommige afzettingen werden honderden tot duizenden sporenpaden vastgesteld tegenover schaarse of zelfs ontbrekende beenderen. Dit alles wijst op het belang van sporen voor het opvullen van gaten in het totale fossielenbestand.
Ichnologen stelden de laatste decennia vast dat over grote gebieden in gesteenten van dezelfde of van vergelijkbare ouderdom dezelfde sporen voorkomen. Ze zijn dus bruikbaar voor sporenstratigrafie of sporencorrelatie, palichnostratigrafie genoemd. Er kunnen sporencorrelaties gemaakt worden van Noord-Amerika tot Europa en Azië doorheen een groot deel van het Mesozoïcum, zeker in het Laat-Trias en in de Jura. In verschillende tijdsintervallen of formaties waaruit geen skeletresten bekend zijn kunnen correlaties gemaakt worden door gebruik te maken van twee of drie ichnogenera. Omdat sporen talrijk voorkomen en hun makers potentieel mobiel waren over grote gebieden, voldoen ze aan de belangrijke criteria voor gebruik in stratigrafische correlatie. Zulke correlaties onthullen ook aanhoudende faunale uitwisselingen tussen continenten, faunale uitwisselingen die op paleogeografische kaarten vaak zonder verband voorgesteld worden. Sporen komen over grote gebieden gebieden vaak in opvallend dunne sedimentaire eenheden of zelfs op één laagvlak uitzonderlijk overvloedig voor. Zulke uitgestrekte sites worden wel eens megasporenpaden of 'dinosauriërsnelwegen' genoemd, zijn duizenden of zelfs tienduizenden vierkante kilometer groot en worden aangetroffen in het Jura en Krijt van Noord-Amerika en Europa. 'Dinosauriërsnelwegen' worden geassocieerd met sedimentaggradatie gedurende perioden van stijgend zeeniveau. Deze enorme hoeveelheid sporenpaden levert de basisgegevens voor het maken van sporenpadencorrelaties. Het moet echter benadrukt worden dat megasporenpaden essentieel onafgebroken sporenlagen zijn in een bepaald facies in een gegeven gebied, terwijl sporencorrelaties dezelfde sporen (ichnogenera) identificeren in verschillende gebieden die vaak op verschillende continenten liggen en in verschillende facies.

### Benoemen en classificatie van dinosauriërsporen

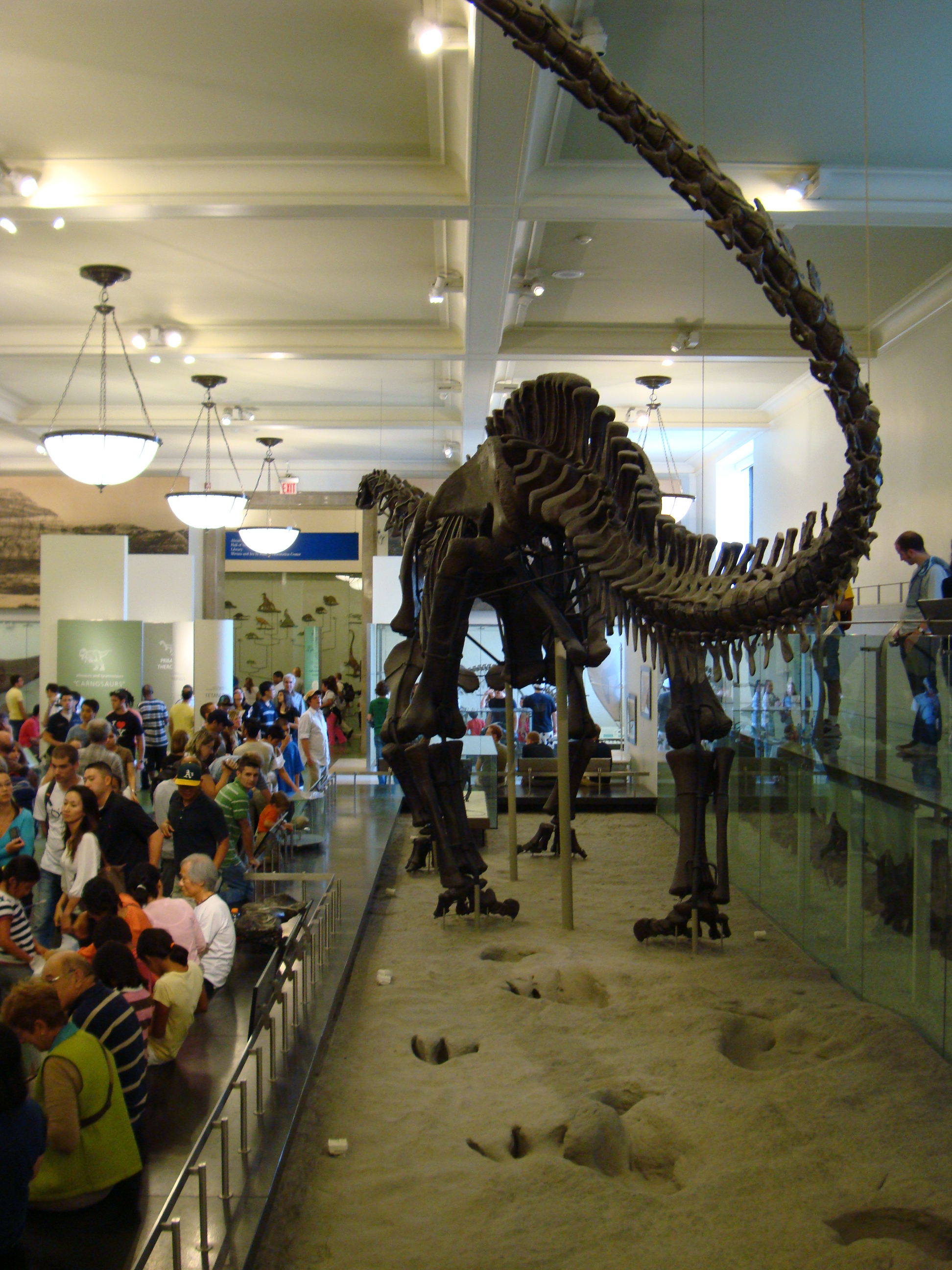
Skelet van Brontosaurus excelsus opgesteld in het American Museum of Natural History te New York met de ledematen over een deel van het sporenpad afkomstig uit de bedding van de Paluxy River te Glen Rose in Texas. Omdat skeletmateriaal van Brontosaurus excelsus niet in Texas voorkomt en van Paluxysaurus jonesi wel, worden de Glen Rosesporen aan de laatste toegeschreven.

Alhoewel sporenpaden vaak met zekerheid aan een bepaalde dinosauriërgroep kunnen toegewezen worden, is de identificatie van een bepaald dinosauriërgenus als de spoormaker veel moeilijker. Binnen elke groep hebben vele dinosauriërs hetzelfde voetskelet, maar de structuur van vele voetskeletten is onvoldoende bekend of onbekend. Daarenboven zijn sporen vaak het resultaat van vele factoren buiten de vorm van de voet alleen. Om deze redenen voorzien ichnologen de sporen van een autonome unieke naam, een ichnotaxon, losstaand van de benaming van lichaamsfossielen (fossiele beenderen, pantsers, tanden, ...). Een ichnotaxon - in de ichnotaxonomie een ichnofamilie, ichnogenus of ichnospecies - verwijst enkel naar de vorm en de kenmerken van een spoor ('voet'afdruk) en mag niet verward worden met de taxonomische benaming (genus en species) van de dinosauriër die de sporen maakte. De ichnotaxonomie is een classificatiesysteem dat gescheiden staat van de taxonomie van lichaamsfossielen. Ichnotaxa kunnen zeer waardevol zijn en maken het onderzoekers mogelijk verschillende vormen sporen te evalueren en na te gaan of ze aan bepaalde dinosauriërgenera kunnen gelinkt worden. Maar het benoemen van sporen moet met zorg en met de nodige overweging gebeuren. Sommige pioniers op het gebied van paleo-ichnologie creëerden vele nieuwe benamingen die ze baseerden op onbeduidende of sterk variabele spoorkenmerken zoals de lengte van de 'voet'afdruk of de lengte van de pas. Om de complexiteit in de ichnotaxonomie te omzeilen hadden sommige onderzoekers de neiging om de meeste sporen in een handvol populaire ichnogenera te clusteren, wat dan weer leidde tot vervanging van deze complexiteit door oversimplificatie. Andere onderzoekers onderwerpen vele oude benamingen dan weer aan herziening. Alhoewel niet alle onderzoekers akkoord gaan met de criteria die gebruikt worden bij de nomenclatuur van dinosauriërsporen, dringen de meesten erop aan dat de namen gebaseerd zijn op goed gepreserveerde specimina met duidelijke, belangrijke kenmerken. Vele oude benamingen van sporen waren ongeldig omdat ze tweemaal voorkwamen of omdat ze op te slecht gepreserveerd materiaal gebaseerd waren (nomina dubia). Bijgevolg kan oude literatuur over dinosauriërsporen misleidend zijn.
Alvorens een nieuw ichnotaxon gecreëerd wordt of een oud gevalideerd moet het aan een aantal specifieke criteria beantwoorden. Een reeks sporen (een sporenpad) moet minstens uit drie of vier sporen bestaan die onderscheidende kenmerken hebben en bij voorkeur duidelijk afgelijnde 'handen', 'voeten' en klauwen vertonen. Het moet aangetoond worden dat nieuwe ichnotaxa beduidend verschillen van eerder benoemde en ze moeten gebaseerd zijn op goed gepreserveerde specimina met diagnostische kenmerken die gerelateerd zijn aan aspecten van de 'voet'anatomie, en/of specifiek gedrag en/of manier van voortbewegen. Elk individueel spoor en elk sporenpad moet gedetailleerd beschreven en geïllustreerd worden. Goed gepreserveerde specimina of afgietsels moeten als het holotype van een ichnotaxon bestempeld worden en zorgvuldig en veilig bewaard. Als deze principes gevolgd worden bij het evalueren van oude benamingen dan zullen de benamingen die overblijven betekenisvoller en nuttiger zijn. Een goed voorbeeld van de juiste werkwijze om afzonderlijke sporen en sporenpaden te benoemen wordt gedemonstreerd door Farlow et al, 1989. James Farlow, Jeff Pittman en Michael Hawthorne illustreerden de onderscheidende kenmerken van de sauropodensporen langs de Paluxy River te Glen Rose (Texas) met duidelijke beschrijvingen, diagrammen en kaarten en benoemden op basis hiervan het ichnospecies Brontopodus birdi. Het ichnogenus Brontopodus is gebaseerd op een vroeg voorstel door de Amerikaanse paleontoloog Roland Thaxter Bird en met de soortaanduiding birdi eren Farlow et alii Bird zelf.
Niettegenstaande de moeilijkheden bij het linken van afzonderlijke sporen of sporenpaden aan bepaalde dinosauriërgeslachten of zelfs dinosauriërsoorten, kunnen zulke identificaties soms minstens op voorlopige basis gemaakt worden. Normaliter vereist dit dat de sporen duidelijke en unieke kenmerken vertonen die overeenkomen met even duidelijke en unieke kenmerken van een bepaald voetskelet of dat de sporen een goede match leveren met de voetskeletten van skeletten die in nauw verband met de vindplaats van de sporen gevonden zijn. De Glen Rose sauropodensporen werden vaak provisorisch in verband gebracht met de sauropode Pleurocoelus, omdat beenderen van dit dinosauriërgeslacht gevonden werden in nabije sedimentlagen van dezelfde ouderdom als de sedimenten waarin de sporen gevormd werden. Deze beenderen werden in 2007 echter opnieuw bestudeerd en toegewezen aan het toen nieuwe sauropodengeslacht Paluxysaurus (genoemd naar de Paluxy River), dat door de staat Texas tot de officiële 'staatdinosauriër' uitgeroepen werd. Op dezelfde manier werden de grote Theropodasporen van de Glen Rosevindplaats toegewezen aan Acrocanthosaurus, een grote carcharodontosauride waarvan beenderen gevonden werden in sedimenten van dezelfde ouderdom in Oklahoma, Maryland en Texas. Een specimen werd op Hobson Ranch (Parker County, Texas) gevonden, slechts een zeventigtal kilometer van Glen Rose.

## Voorbeelden van sporenpaden

### Hojapil-Ata
De Hojapil-Ata locatie is een mega-sporenpad uit het Boven-Jura in het Koitendag National Park in het Centraal-Aziatische Oost-Turkmenistan. Het strekt zich discontinu uit over een gebied van ongeveer 28.500 m² op de zuidelijke flank van de Koitendag vallei en is een van de grootste verzameling sporenpaden ter wereld. De sporenhoudende laag kwam na een aardverschuiving aan de oppervlakte te liggen. Dinosauriërsporen zijn bij de lokale bewoners al eeuwenlang bekend. Hojapil-Ata betekent 'olifantsvoeten' of 'oude olifanten', verwijzend naar het idee dat de sporen gemaakt werden door de olifanten in het leger van Alexander de Grote die in de vierde eeuw v. Chr. Oost-Turkmenistan veroverde. De sporenpaden van onder meer de Hojapil-Ata locatie zijn het enige bewijs van het voorkomen van dinosauriërs in Turkmenistan. Beenderen werden nog niet gevonden.

#### Onderzoeksgeschiedenis
De aanwezigheid van dinosauriërsporen in het Boven-Jura van Turkmenistan werd in 1985 voor de eerste keer gerapporteerd door Amanniyazov op de westelijke helling van de Kugitang Ridge in de Pamir-Alai bergketen dichtbij de kleine nederzetting Hojapil. Hij maakte een schetskaart van de locatie met vierendertig sporenpaden. Lockley et al. (1996) en Meyer & Lockley (1997) maakten tijdens een vierdaags onderzoek melding van eenendertig sporenpaden, waaronder vijf die beschreven werden als de langste van de locatie met lengtes van respectievelijk honderdvierentachtig, honderdvijfennegentig, tweehonderdzesentwintig, tweehonderdzesenzestig en driehonderdelf meter. Lockley en zijn team leverden gegevens over de lokale stratigrafie en voerden de eerste classificatie in van Centraal-Aziatische sporen, gebaseerd op een gedetailleerde vergelijking van even oude en morfologisch gelijkaardige sporen uit Noord-Amerika, Europa en Azië. Lockley et al. (1996) en Meyer & Lockley (1997) wezen op het gelijktijdig voorkomen van de ichnogenera Megalosauripus en Therangospodus die beide gewoonlijk toegewezen worden aan middelgrote tot grote theropode dinosauriêrs. Het systematisch gelijktijdig voorkomen van zulke ichnogenera in Noord-Amerikaanse, Aziatische en Europese afzettingen uit het Boven-Jura tot Onder-Krijt leidde Lockley et al. tot het herkennen van een specifieke Megalosauripus/Therangospodus (sporen)fauna die op de aanwezigheid van verschillende middelgrote- tot grote theropode dinosauriërs in gelijkaardige ecologische niches wijst. Het onderzoek van Fanti et al. (2013) resulteert in vierentwintg sporenpaden bestaande uit minstens negenhonderddertien bewaard gebleven sporen ('voet'afdrukken). Volgens hen meten de langste sporenpaden respectievelijk tweehonderdeenenzeventig meter (108 sporen), tweehonderdzestien meter (139 sporen), honderdachtentachtig meter (122 sporen) en honderdzevenentwintig meter (91 sporen). Meyer & Lockley (1997) meldden twee sporenhoudende niveaus op de Hojapil-Ata locatie waarvan de tweede laag niet terug gelokaliseerd werd. Vergelijking met foto's die Amanniyazov in de tachtiger jaren van de twintigste eeuw genomen had toont aan dat zware erosie van het oppervlak waarop de sporen zich bevinden en menselijke activiteit verantwoordelijk zijn voor fouten in de telling van identificeerbare voetafdrukken en in de bepaling van de lengte van de sporenpaden. De door Lockley et al. (1996) en Meyer & Lockley (1997) bepaalde lengte van het langste sporenpad van de Hojapil-Ata locatie (identificatienummer HA-1 (Hojapil-Ata-1)) verminderde van driehonderdelf tot tweehonderdeenenzeventig meter. Aangenomen wordt dat grote verschillen in spoordiepte en spoormorfologie zoals waargenomen in individuele sporenpaden in de eerste plaats substraatgerelateerde variabiliteit vertegenwoordigen, alhoewel erosie niet kan uitgesloten worden. 

Hojapil-Ata mega-sporenpad in het Centraal-Aziatische Oost-Turkmenistan (Boven-Jura). Vereenvoudigde tekening van het oriëntatiepatroon. Het zichtbare sporenhoudende oppervlak strekt zich over ongeveer 28.500 m² uit (Fanti et al., 2013).

De veldgegevens die Fanti et al. voor hun onderzoek van de locatie gebruikt hebben werden verzameld tussen april 2011 en mei 2012. Uit de sporenhoudende laag werden gesteentemonsters verzameld waaruit dunne secties loodrecht op het gesteentevlak werden genomen om gedetailleerde sedimentologische kenmerken te kunnen observeren. De best gepreserveerde sporenpaden met de meeste continuïteit in de opeenvolging van sporen (een totaal van vijfenveertig lineaire meter (98 m²)) werden door gebruik te maken van een 1 x 1 meter veldraster in kaart gebracht om de morfologische variaties van afzonderlijke sporen in een sporenpad aan te kunnen tonen. Er werden vijf silicoonafgietsels gemaakt, representatief voor verschillende spoormorfotypes. Deze afgietsels werden later gescanned met een laser. Er werden ook driedimensionale digitale modellen van het oppervlak van de afgietsels gemaakt om nauwkeurige spoorparameters te kunnen beschrijven. Er werden eveneens twintig digitale modellen van uitgekozen sporen gemaakt gebruik makend van hoogresolutie fotogrammetrie. Op de modellen werd contourlijn en diepte/kleur beeldanalyse uitgevoerd. De parameters van Leonardi (1897) volgend werden de volgende spoorparameters gemeten : spoorbreedte- en lengte, de lengte van tenen I, II, III en IV, en de hoeken tussen de tenen II–III, III–IV en II–IV. In situ gemeten sporenpadparameters omvatten pas- en schredelengte en pashoeken. Voor de metingen van de sporenpaden was het referentiepunt de intersectie van de verlenging van de teenassen (sensu Leonardi, 1987).In het lagere deel van de locatie waar stromend water een sterk eroderende werking heeft werden door Fanti et al. (2013) grote verschillen vastgesteld met de sporen die door Lockley et al. (1996) in kaart werden gebracht. Evenzo werden door Meyer & Lockley (1997) gerapporteerde golfribbels op het voornaamste sporendragend oppervlak niet geobserveerd tijdens het veldwerk van Fanti et al.

#### Geologische context
Sedimenten in het oosten van Turkmenistan worden in drie complexen onderverdeeld : het bovenste lagunair zouthoudend complex uit het Kimmeridgien-Tithonien (Upper Complex of  Gowurdak Complex) met een dikte tot 1200 meter, het middenste koolstofhoudende complex uit het Oxfordien (Middle Complex) met een dikte tot 800 meter en het onderste mergel- en kleiachtig complex uit het Callovien (Lower Complex) met een dikte tot zestig meter. De drie complexen maken voornamelijk deel uit van het Boven-Jura.
In het Koitendaggebied dagzoomt het Middle Complex voornamelijk op de zuidflank van de hoofdvalleien en bestaat uit een bijna vijfhonderd meter dikke opeenvolging van plaatvormige, koolstofhoudende gesteentelagen. Dit stratigrafisch interval wordt aan de top scherp begrensd door de bedekkende evaporiete afzettingen, voornamelijk haliet, van het Gowurdak Complex. De huidige algemene topografie van de Koitendag vallei is het resultaat van deze begrenzing, die de overgang van het Oxfordien naar het Kimmeridgien lijkt te vertegenwoordigen. Naar het westen hebben evaporiete gesteentelagen aan de basis van het Upper Complex een dikte van meer dan zeshonderd meter en een aantal dagzomende anticlinale structuren worden gekarakteriseerd door koepelvormige diapieren. De in de noordelijke flank van de vallei dagzomende Kimmeridgien-Tithonien opeenvolging bestaat uit silt, ingebedde groenige klei en roodachtige zandsteen die als littorale tot lagunaire afzettingen beschouwd worden. Plaatvormige halietgesteentelagen komen frequent voor in het bovenste deel van deze opeenvolging die een totale dikte van vierhonderd meter bereikt. Afzettingen die op de sporenlocaties aan de oppervlakte komen buigen noordwaarts af onder een gemiddelde hoek van dertig graden. Omdat de Hojapil-Ata paleosite zich ongeveer op de Oxfordien-Kimmeridgien overgang bevindt plaatst men de locatie chronostratigrafisch in het Laatste Oxfordien. Dunne secties monsters van het sedimentoppervlak waarin de sporen achtergelaten werden geven aan dat de Dinosauria zich op een twee centimeter dikke massieve micriethoudende mudstone voortbewogen die sporadisch voorkomende en slecht gepreserveerde dunschalige tweekleppige weekdieren bevat. De micriethoudende mudstone wordt bedekt door een laag stromatoliet, wat getuigt van intensieve microbiële activiteit en een marginaalmarien milieu dat karakteristiek is voor getijdevlaktes. Meyer en Lockley (1997) rapporteren in de mudstone ook de aanwezigheid van  benthische Foraminifera van de familie Miliolidae, die gewoonlijk indicatief zijn voor sterk door zeestromingen beïnvloede lagunegebieden, en een mengelmoes van schelpen. De afzettingen van het bovenste deel van het Middle Complex werden gevormd in een carbonaat milieu waarvan de omstandigheden herhaaldelijk verschoven van supratidaal tot subtidaal en mogelijk ook tot de omstandigheden die karakteristiek zijn voor een getijdevlakte. Het afzettingsmodel van Kavoosi et al. (2009) voor correlatieve sedimenten uit het Boven-Jura van Zuid-Turkmenistan en Noordoostelijk Iran toont de aanwezigheid aan van carbonaatplatformen omrand door een getijdevlakte en lagunes die door ondiepten gescheiden worden van diepe bekkens. Het gelijktijdig voorkomen van dinosauriërsporen en microbiële matten werd in een aantal sporenhoudende locaties wereldwijd vastgesteld wat de hypothese opleverde dat zulke matten de preservering van sporen zouden faciliteren. Het voorkomen van dinosauriërsporen binnen deze omgeving toont de aanwezigheid aan van nabijgelegen landmassa's gedurende het Oxfordien. Moesten deze sporenpaden nooit gevormd zijn en/of nooit ontdekt, dan had men dit niet kunnen aantonen.

#### Morfotypen

Hojapil-Ata mega-sporenpad in het Centraal-Aziatische Oost-Turkmenistan (Boven-Jura). Vereenvoudigde kaart met vierentwintig geïdentificeerde sporenpaden, HA-1 tot HA-24. Het langste sporenpad, HA-1, bevat 108 sporen over een lengte van 271 meter. Volle lijnen vertegenwoordigen sporenpaden van het morfotype 1, gestippelde lijnen van het morfotype 2 (Fanti et al., 2013).

Over het algemeen kunnen de sporen van de Hojapil-Ata locatie in twee morfotypes In de taxonomie is een morfotype een specimen dat aangeduid werd om een morfologische variatie binnen een soortenpopulatie te vertegenwoordigen. Naar analogie met de taxonomie worden ook in de ichnotaxonomie morfotypes onderscheiden.
In het centrale gedeelte van de locatie, dat in de lente van 2011 blootgelegd en gereinigd werd, werd 144 m² van de sporenhoudende oppervlakte met een totaal van zevenenveertig sporen die tot het eerste morfotype behoren in kaart gebracht. In dit gebied kruisen twee sporenpaden elkaar, HA-1 en HA-13. Ze zijn relatief breed, zoals beschreven in Lockley et al. (1998a), en vertonen beide een onregelmatige afwisseling van lange en korte stappen. Sporen die tot het eerste morfotype behoren komen het meest voor op de locatie (92% van het totale aantal sporen). Dit morfotype wordt gekarakteriseerd door grote langwerpige en asymmetrische drietenige sporen met een lengte tussen veertig en tachtig centimeter en een gemiddelde lengte/breedte ratio van 1.21. Ze vertonen sporen van klauwen en de indrukken van 'loopkussens' overeenkomend met de teenkootjesforumule 2:3:4 van Thulborn (1990) van respectievelijk de tweede, derde en vierde teen. Van de hallux (eerste teen) is geen duidelijke afdruk zichtbaar, maar verschillende voetafdrukken vertonen een duidelijk spoor van een klauw dat geïnterpreteerd wordt als de afdruk van het unguaal been van de eerste teen. Waar gepreserveerd is deze unguale afdruk gemiddeld tien centimeter lang en is achteraan zijwaarts gericht (posteriorlateraal). Sporenpad HA-3 van de Hojapil-Ata locatie heeft het hoogste aantal sporen met bewaard gebleven afdrukken van het unguaal been van de eerste teen en werd gebruikt voor de verwerving van 3D-gegevens door het scannen van afgietsels van de sporen. Afzonderlijke sporen van dit sporenpad tonen een merkwaardige substraat- en erosiegerelateerde variabiliteit, van ondiepe en brede specimina tot specimina die diep, smal en langwerpig zijn. Afdrukken van 'loopkussens' zijn duidelijk zichtbaar, met een karakteristieke grote afdruk van de middenvoetsbeenderen, overeenkomend met de afdrukken van de vooraan gelegen 'loopkussens' van tenen II en III. Aan het uiteinde van de derde teen vertonen sporen van het eerste morfotype ook nog een duidelijke inwaartse rotatie ten opzichte van de middellijn van het sporenpad wat resulteert in een S-vormige afdruk van deze teen. Ze werden door Fanti et al. in hun publicatie van 2013 toegewezen aan het ichnospecies Megalosauripus uzbekistanicus, zoals eerder al vastgesteld door Lockley et al. (1998a).
Het tweede morfotype van de Hojapil-Ata locatie wordt vertegenwoordigd door middelgrote, langwerpige drietenige sporen die gemiddeld zesentwintig cm lang zijn. Diagnostische kenmerken zijn het ontbreken van een duidelijke scheiding tussen de loopkussens van de tenen en de ovaalvormige loopkussens van tenen II-IV zonder klauwafdrukken. De proximale randen van de tenen worden niet gescheiden door een hypex. Het proximale gedeelte van de sporen is afgerond, en correspondeert  mogelijk met de afdruk van het middenvoetsbeen van de vierde teen. De hoek tussen de tenen II en III en tussen III en IV is ongeveer gelijk en bedraagt gemiddeld zevenentwintig graden. De sporenpaden zijn smal met een gemiddelde pashoek van acht graden. De stappen zijn relatief lang vergeleken met de grootte van een afzonderlijk spoor. De gemiddelde paslengte bedraagt vijfennegentig centimeter. In tegenstelling tot het eerste morfotype vertonen de derde teen en de sporen geen rotatie ten opzichte van de middellijn van het sporenpad. Te Hojapil-Ata kunnen negentien sporenpaden toegewezen worden aan het eerste morfotype, de sporenpaden HA-12, 17, 18 en 19 aan het tweede. Het sporenpad HA-10 is slecht gepreserveerd en kan daardoor niet met zekerheid aan een bepaald morfotype toegewezen worden. De aan het eerste morfotype toegewezen sporenpaden lopen bijna alle zuid-west (N220◦E). De sporenpaden toegewezen aan het tweede, kleiner morfotype lopen echter in verschillende richtingen. Ze werden door Fanti et al. in hun publicatie van 2013 toegewezen aan het ichnospecies Therangospodus pandemicus, zoals eerder al vastgesteld door Lockley et al. (1998b).
Gierlinski et al. (2001) hebben, gebaseerd op het systematisch gelijktijdig voorkomen van de ichnogenera Therangospodus en Megalosauripus, hebben twijfel geuit over de vraag of Therangospodussporen wel degelijk een afzonderlijk ichnogenus vertegenwoordigen of eerder de sporen zijn van jonge individuen van Megalosauripus. Alle Therangospodussporen van de Hojapil-Ata locatie zijn relatief slecht bewaard gebleven en zijn over het algemeen minder diep en kleiner dan de sporen die werden toegewezen aan Megalosauripus. Bijgevolg hebben een aantal verweerde Megalosauripussporen dezelfde algemene morfologie als Therangospodussporen, hoewel ze beduidend groter zijn. Bivariate diagrammen van gemiddelde spoorlengte- en breedte van alle sporenpaden van de locatie onthullen twee clusters zonder overlappende gebieden. Deze clusters onderscheiden duidelijk sporen van het morfotype 1 van die van morfotype 2, alhoewel de laatste groep een beperkt aantal metingen omvat. 
De variabiliteit binnen elke cluster wijst op variaties gerelateerd aan ouderdom of lichaamsomvang van de dieren die de sporen achterlieten. Maar verschillen tussen de twee morfotypes zijn niet exclusief gerelateerd aan morfometrische parameters. Therangospodus wordt gekarakteriseerd door ovale loopkussens die niet in afzonderlijke loopkussens verdeeld zijn, door de niet-geroteerde derde teen, een smal sporenpad en door relatief kleinere afmetingen van gemiddeld minder dan dertig cm. De Megalosauripussporenpaden verlopen nagenoeg in één richting, terwijl de sporenpaden toegewezen aan Therangospodus in verschillende richtingen verlopen. Daarom besloten Fanti et al. dat Megalosauripus en Therangospodus  twee verschillende valide ichnotaxa zijn.

### Cal Orck'o

Cal Orck’o, Bolivië (Boven-Krijt) : twee bijna parallel lopende sporenpaden van basale titanosauriërs die een klein deel van de sporenhoudende oppervlakte van de kalksteenwand vertegenwoordigen, en toegewezen aan het ichnospecies Calorckosauripus lazari. In 2008 werden deze sporen vernietigd door een rotsverschuiving.

Cal Orck'o ('berg van kalk' in het Quechua) in Bolivia (Zuid-Amerika) is met een geschatte oppervlakte van ca. 54.000 m² (450 x 120 m) de grootste mega-sporenpadlocatie ter wereld. De locatie ligt ongeveer vijf km ten westen van de stad Sucre (departement Chuquisaca) en maakt deel uit van de El Molinoformatie van de Puca Group (Coniacien–Laat- Maastrichtien, Boven-Krijt) van het lacustrien bekken van de Centrale Andes. De El Molinoformatie en de even oude afzettingen van Zuid-Peru en Noord-Argentinië vormen een mega-sporenpadlocatie met een oppervlakte van ongeveer 100.000 km². De paleogeografische positie van de belangrijkste locaties in het bekken suggereren dat ze deel uit maken van een seizoensgebonden migratieroute langs de kustlijn en delta's van een oud merensysteem. In 2017 werd de eerste volledige kaart van de Cal Orck'o locatie gemaakt. Het geeft inzicht in het gedrag en de voortbewegingspatronen van de dinosauriërs die de sporen achterlieten.

#### Onderzoeksgeschiedenis
In 1994 ontdekte de Boliviaanse geoloog Hugo Heymann in de groeve van de cementfabriek Fabrica Nacional de Cementos Fancesa een groot oppervlak oölithische fossielhoudende kalksteen met dinosauriërsporen  in de Cal Orck'o syncline nabij Sucre. In 1998 werd het eerste veldwerk uitgevoerd met onder meer het maken van kaarten en afgietsels van de sporen. In 2002, 2003, 2006, 2009, 2015 en 2017 werden de sporen bestudeerd door een team van het Naturhistorisches Museum Basel (Bazel, Zwitserland) en in 2019 door Chris A. Meyer van het Department of Environmental Sciences van de Universiteit van Bazel. De eerste resultaten leverden drieduizend vijfhonderd sporen van vijf verschillende dinosauriërmorfotypen op. Meyer et al. publiceerden een gedetailleerde beschrijving van de  sauropodensporenmorfotypen en voerden het nieuwe aan een basale titanosauride sauropode toegewezen ichnotaxon Calorckosauripus lazari in.

#### Geologische context
De Krijtperiode van de oostelijke Cordillera de Los Andes (westkust van Zuid-Amerika) wordt vertegenwoordigd door een sedimentpakket met een gemiddelde dikte van bijna een kilometer van de Puca Group, dat Paleozoïsch gesteente niet-conform  bedekt. Sedimentatie vond plaats in het noord-zuid gerichte geologisch bekken van de Andes, resulterend in uitgebreide koepelvormige sedimentpakketten en lineaire structurele depressies die zich lateraal over een afstand uitstrekken, wat de snel wisselende facies over korte afstanden verklaart. In het huidige geologische landschap worden Krijtsedimenten aangetroffen in kleine synclines zoals de Cal Orck'o syncline en in kleine anticlines. De Puca Group kan gecorreleerd worden met de Yacoraiteformatie in Noord-Argentinië en met de Vilquechicoformatie van Zuid-Peru. De Puca Group heeft een gemiddelde dikte van ongeveer één kilometer maar kan tot 5,6 km dik zijn in het Potosi Bekken. Het bestaat uit siliciklastische sedimenten met tussenliggende carbonaatgesteenten die gevormd werden in meren of een mariene oorsprong hebben. In 1965 werden de paleogeografie en stratigrafie van de Puca Group voor het eerst bestudeerd. De groep kan in zeven verschillende formaties onderverdeeld worden : La Puertaformatie, Tarapayaformatie, Mirafloresformatie, Aroifillaformatie, Chaunacaformatie, El Molinoformatie en Santa Luciaformatie. Deze formaties bevatten sporen en sporenpaden van verschillende theropode groepen en van Ankylosauria, Hadrosauria en twee taxa titanosauride Sauropoda.

#### Paleomilieu
De aard van het paleomilieu van de El Molinoformatie, waarvan de Cal Orck'o locatie deel uitmaakt, is lang onderwerp geweest van discussie. Gebaseerd op de aanwezigheid van fossielen van haaien (Selachimorpha) en van estuariene straalvinnige vissen (Actinopterygii) geven Sempere en Gayet et al. in hun studies de voorkeur aan mariene omstandigheden. Maar Rouchy et al. wijzen op basis van palynomorfen en gegevens van stabiele isotopen op het voorkomen van een bijna continu merensysteem tijdens het Laat-Krijt in het centraal paleo-Andes geologisch bekken van Bolivië. Stijging van het waterpeil in de meren en daling van het zoutgehalte leidde tijdens vochtige perioden tot de opbouw van zoetwater stromatolieten en oölitische zandbanken. Deze omstandigheden worden ondersteund door het onderzoek van kleimineralen door Camoin et al.. De El Molinoformatie bevat fossielen van meerbewonende mosselkreeftjes (Ostracoda), zoetwaterslakken (Gastropoda), katvis (Ictaluridae), schildpadden en van kranswieren (Characeae). Bovendien wijzen de aanwezigheid van krimpscheuren, paleosols, horizonten met fossiele plantenwortels en verschillende niveaus met dinosauriërsporen op afzetting in een geologisch bekken met tijdelijke meren. Vignol-Le Large et al. (2018) maten de negatieve delta-18O isotoopwaarden in de El Molinoformatie in de buurt van het dorp Toro Toro, waarden die aantonen dat er geen enkele mariene invloed was. Fossielen van kranswieren in de El Molinoformatie van de syncline van Maragua, een kanton van de gemeente Sucre, geven een Laat-Krijt tot Vroeg-Paleoceen ouderdom aan, en mosselkreeftjes uit sedimentmonsters van de Cal Orck'o locatie ondersteunen een Maastrichtienouderdom (Bovenste-Krijt). De sedimentologische samenstelling van de El Molinoformatie is heel wisselend. Aan de basis worden zanden die door rivieren afgezet zijn bedekt door een afwisseling van kleisteen en fossielhoudende lacustriene carbonaatgesteenten in associatie met stromatolieten.

#### Morfotypen
Van het kalksteensubstraat van de Cal Orck'o locatie werden tien verschillende sporenmorfotypen beschreven. Voor elk individueel morfotype werden de best gepreserveerde 'voet'sporen voor fotogrammetrie uitgekozen. Er werden digitale fotogrammetrische driedimensionale modellen vervaardigd voor accurate documentatie en precieze metingen volgens de protocols van Falkingham et al. (2018), Matthews et al. (2016) en Mallison & Wings (2014). In totaal werden negen horizonten met dinosauriërsporen vastgesteld, alle gesitueerd in het middelste deel van de El Molinoformatie. Meyer et al. (2020) toonden 12.093 individuele afdrukken aan, maar schattingen van het totale aantal sporen lopen op tot ongeveer 14.000. De meeste zijn afkomstig van sauropoden en theropoden. De individuele sporen vormen veertig sporenpaden (een opeenvolging van individuele sporen) van meer dan honderd meter lengte. Sporen die werden achtergelaten door een kleine theropode kunnen over een lengte van meer dan zeshonderdtwintig meter gevolgd worden en vormen het langste bekende sporenpad ter wereld. Theropoda met 75%, titanosauride Sauropoda met 11% en Ornithopoda met 9% zijn de dominante taxa van de dinosaurische paleolevensgemeenschap (thanatocoenose).
| Morfotype | Taxon        | Beschrijving |
| --------- | ------------ | --- |
| A         | Theropoda    | Grote drietenige sporen van grote theropoden. De sporen hebben een lengte van veertig tot vijftig cm en tonen verlengde tenen en dikke loopkussens |
| B         | Theropoda    | Middelgrote sporen van middelgrote theropoden. De sporen hebben een lengte van dertig tot veertig cm |
| C         | Theropoda    | Kleine sporen van kleine theropoden. De sporen hebben een lengte van vijftien cm en tonen dikke rechte tenen |
| D         | Theropoda    | De kleinste sporen van theropoden. De sporen hebben een lengte van minder dan tien cm en hebben een bijna driehoekige vorm. De gebogen tenen zijn slank en de hiel is geprononceerd. Deze sporen kunnen afkomstig zijn van een aviale theropode |
| E         | Sauropoda    | Sporen gekenmerkt door een cirkelvormige, eerder stompe afdruk van de hand, een tot zeventig cm lange ovaalvormige afdruk van de voet, een over het algemeen slanke spoorvorm, een buitenwaarts gerichte stand van de hand en een geringe sporenpadbreedte. Dit morfotype vertoont weinig anatomische details. Door de aanwezigheid van duidelijke afdrukken van de eerste en vijfde vingers van de hand worden deze sporen toegeschreven aan een basale titanosauride sauropode en geclassificeerd als het afzonderlijk ichnotaxon Calorckosauripus lazari |
| F         | Sauropoda    | Sporen iets kleiner dan morfotype E en meer afgeronde en langs de lengte-as samengedrukte tot vijftig cm lange voetafdrukken. De afdrukken van de hand hebben meer de vorm van paardehoeven. Ook bij dit morfotype zijn er duidelijke afdrukken van de eerste en vijfde vingers, maar het sporenpad is breder. Sporen van dit morfotype zijn eerder onduidelijk en werden aan een niet-basale titanosauriër toegewezen |
| G         | Ornithopoda  | Zeldzame tot 30 cm lange sporen met drie stompe tenen, toegeschreven aan grote hadrosauriërs (Ornithopoda). Gelijkaardige maar kleinere morfotypes met een voetlengte van twaalf tot vijftien cm komen ook voor |
| H         | Ornithopoda  | Sporen met drie stompe tenen en met een meer driehoekige hielafdruk, toegewezen aan niet-hadrosauride Iguanodontia |
| I         | Ornithopoda  | Sporen die meer de vorm hebben van een klaverblad, waarschijnlijk afkomstig van kleine hadrosauriërs |
| K         | Ankylosauria | Ellipsvormige, 'harkachtige' hand- en voetsporen van gemiddelde tot intermediaire grootte, toegeschreven aan ankylosauriërs. De voet is vijftig tot zestig cm breed, is viertenig, breder dan lang en toont duidelijke afdrukken van de tweede en derde tenen. Ze zijn de eerste gerapporteerde ankylosauriërsporen van het Zuid-Amerikaanse continent (McCrea et al., 2000). |

Meyer et al. (2020) leiden, gebruik makend van de standaard ichnologische procedures volgens Thulborn, uit de paleo-ichnofauna van Cal Orck'o af dat twee verschillende soorten titanosauride sauropoden met een geschatte totale lengte tussen negen en vijftien meter voorkwamen. Kleinere/jongere individuen zijn extreem zeldzaam en hadden een totale lengte van ongeveer zeven tot tien meter. De lichaamslengte van theropode dinosauriërs varieert van kleine dieren van maximum een meter lengte via een intermediaire lengte van twee tot drie meter tot grotere dieren met een geschatte totale lichaamslengte van drie tot zes meter. De totale lichaamslengte van ornithopode dinosauriërs varieert van kleine specimina van één tot twee meter lengte tot grotere dieren van vier tot zes meter lengte. Ankylosauria hadden een geschatte gleno-acetabulaire lengte van vijf tot zes meter. Zeldzame grotere sporen wijzen op het voorkomen van ankylosauriërs met een tot acht à tien meter aan totale lichaamslengte.

#### Paleo-ichnotafonomie
Sedimentologische analyse van het belangrijkste sporenhoudende niveau wijst op oppervlaktekrimpscheuren die op verschillende tijdstippen gevormd werden en nadat de sporen achtergelaten werden. De wisselende preserveringskwaliteit van individuele sporen in bepaalde sporenpadsegmenten wijst op een verschillend vochtgehalte van het oppervlak tijdens de vorming van de sporen. Bovendien werden alle echte sporen (niet de ondersporen of geestsporen) gemaakt voordat de kustlijn volledig opgedroogd was, tijdens de slotfase van het natte seizoen. Neo-ichnologisch en ichnologisch onderzoek en het veldwerk van Meyer et al. (2020) wijzen erop dat het belangrijkste sporenhoudende niveau binnen één hydrologische cyclus gevormd werd. Dit wordt ondersteund door tafonomisch onderzoek van gewervelde fossielen in het belangrijkste sporenhoudende niveau. Het tafonomisch onderzoek toont aan dat fossielen van vissen (katvis (Ictaluridae), Pycnodontiformes) en schildpadden verspreid en altijd volledig uit anatomisch verband voorkomen (losse beenderen, beenplaten, schubben, wervels en tanden). Uit al deze waarnemingen besluiten Meyer et al. (2020) dat het belangrijkste sporenhoudende niveau een momentopname vertegenwoordigt van de fauna van een rivier-ecosysteem uit het Boven-Krijt.

#### Paleo-ecologie

Cirkeldiagram van het aandeel per dinosauriërtaxon in de megasporenpadlocatie Cal Orck'o (Boven-Krijt). Grote Theropoda ; 54 % (morfotype A), middelgrote Theropoda ; 1 % (morfotype B), kleine Theropoda ; 20 % (morfotype C), Ornithopoda (hadrosauride en niet-hadrosauride Iguanodontia) ; 9 % (morfotypen G, H, I), Sauropoda (basale- en niet-basale Titanosauridae) ; 11 % (morfotypen E, F), Ankylosauria ; 2 % (morfotype K), niet-identificeerbaar ; 3 % (Meyer et al., 2020).

De Cal Orck'o sporenpaden zijn voor 75 % afkomstig van vleesetende dinosauriërs. Op andere sporenpadlocaties werd dit ook vastgesteld, zoals bv. Rio do Peixe Basins in de staat Paraíba van Noordoost-Brazilië, en bijgevolg als relevante basis genomen voor de bepaling van relatieve overvloed van individuen. Alhoewel Meyer et al. (2020) denken dat de meeste van deze sporenpadlocaties momentopnames vertegenwoordigen, kan de samenstelling van een ichnofauna met ongeveer 75 % vleesetende dinosauriërs volgens hen geen regelmatige trofische piramide weerspiegelen. Zoals Farlow (2001) nemen zij aan dat het activiteitsniveau van theropoden veel hoger was dan bij herbivore dinosauriërs, dus ook een grotere dagelijkse 'actieradius' hadden en bijgevolg meer sporen achterlieten. Dit verklaart de hoge aantallen theropode individuen en resulteert verhoudingsgewijs in meer theropode sporenpaden op om het even welke locatie. Uit Afrika, Europa (Zwitserland) en Noord- en Zuid-Amerika werden paleo-ichnofauna's met dezelfde samenstelling gerapporteerd. De richtingen waarin de sporenpaden lopen weerspiegelen een verschillend gedrag onder de dinosauriërtaxa. De meeste theropoden verkozen een noord-zuid foerageerrichting, parallel met de oever van een meer dat zich op het einde van het Krijt te Cal Orck'o uitstrekte. Metingen van oude stromingsrichtingen op basis van de oriëntatie van fossiele golfribbels en op basis van fossiele  slakken geven een oost-weststromingspatroon aan, wat op een noordnoordwest-zuidzuidoost lopende kustlijn wijst. De sporenpaden van ankylosauriërs, ornithopoden en sauropoden laten zien dat ze bij voorkeur oost-west trokken/foerageerden, bijna loodrecht op de richting die de theropoden volgden. Meyer et al. (2020) verklaren dit patroon door de verschillende jacht- of foerageerstrategieën van de verschillende dinosauriërtaxa.
Alhoewel de oppervlakte met sporenpaden van Cal Orck'o uitzonderlijk groot is, kunnen volgens Meyer et al. (2020) geen sporenpaden onderscheiden worden die wijzen op jachtgedrag, zoals het beroemde sporenpad van Paluxy River in Texas, maar stelden wel andere bijzonderheden vast. Een theropodensporenpad laat een eerder ongewoon patroon zien op de plaats waar het dier halt hield en de linkervoet gebruikte om zich weer af te zetten en zijn weg te vervolgen. Een ander, zeer lang sporenpad van een kleine theropode maakt een wijde bocht nadat het dier honderddertig meter in een rechte lijn gewandeld had en dan terugkeerde naar het punt van oorsprong. De reden voor dit gedrag blijft onduidelijk. Aan de noordelijke rand van de locatie loopt een sporenpad dat achtergelaten werd door lopende ankylosauriërs. Dit sporenpad werd door groeve-activiteiten vernietigd (McCrea et al., 2003). Een tweede ankylosauriërsporenpad kan over een afstand van vierenzestig meter gevolgd worden. In 2006 werden door Meyer et al. (2020) vijftien gedeeltelijke sporenpaden van ankylosauriërs, enkele centimeters boven het voornaamste sporenhoudende niveau, in kaart gebracht. Het sporenhoudend oppervlak ging daarna door groeve-activiteiten verloren. Alle sporen hebben ongeveer dezelfde afmetingen met een lengte van tweeëndertig en een breedte van zevenenvijftig centimeter, wat wijst op kleinere, mogelijk halfvolwassen dieren in vergelijking met andere sporen in de groeve (McCrea et al., 2003). Buiten een hiaat in het gepreserveerde oppervlak is de ruimte tussen de individuele sporenpaden zeer regelmatig. Alhoewel de sporenpaden niet meer dan enkele meter kunnen gevolgd worden, menen Meyer et al. (2020) dat deze ankylosauriërs een kudde vormden. Aanwijzingen van kuddevorming bij ankylosauriërs waren vóór de ontdekking van Cal Orck'o onbekend. Afgezien van meerdere sporenpaden in de Gatesformatie van Alberta, is er maar één locatie bekend dat gedomineerd wordt door sporen van (kleine) Ankylosauria (Dakota Sandstone van Colorado, Midden-Krijt). Niettegenstaande er meerdere sporenpaden voorkomen, levert geen van deze locaties direct bewijs van kuddevorming. Maar de vijftien gedeeltelijke sporenpaden van ankylosauriërs op de kalksteen van Cal Orck'o is volgens Meyer et al. (2020) het eerste onomstotelijk bewijs van sociaal gedrag bij Ankylosauria wereldwijd.
In 2008 werden twee bijna parallel lopende sporenpaden die werden toegeschreven aan basale titanosauride sauropode dinosauriërs van het ichnospecies Calorckosauripus lazari (holotypen S-1080.1 en S-1080.2) vernield door een rotsverschuiving. Helemaal in het begin leek een van de dieren over een afstand van zeventien meter de andere van kortbij te volgen, wat in een ongewoon sporenpadpatroon resulteerde. Daarna bleven de twee sporenpaden over een afstand van nog eens dertig meter zeer dicht naast elkaar lopen alvorens uit elkaar te gaan en parallel te lopen voor de resterende zesendertig meter van de toen  zichtbare sporenpaden. Beide dieren moeten tot dezelfde leeftijdsgroep behoord hebben omdat de sporen die ze achterlieten nagenoeg even groot waren, en hielden een matige snelheid aan. Daar er volgens Ikejiri (2004) geen grote verschillen zijn in lichaamsomvang tussen mannelijke en vrouwelijke sauropoden, is het mogelijk dat de twee sporenpaden door een paar gevormd werden, maar het is even plausibel dat ze van twee vrouwelijke of van twee mannelijke dieren afkomstig zijn. Volgens Meyer et al. werden de sporen  achtergelaten door twee dieren die zich eenvoudigweg achter elkaar voortbewogen.

#### Kartering

Siteplan (Fancesagroeve) van de Cal Orck'o megasporenpadlocatie in Bolivië (Boven-Krijt), getekend naar een foto uit 1998 (Meyer, 1998). Aan beide zijden strekt de kalksteenwand zich nog eens minstens honderd meter uit. Geschatte totale grootte : 450 × 120 m (54.000 m²).

De eerste kaart van de Cal Orck'o mega-sporenpadlocatie werd in 1998 gemaakt op basis van enkel foto's. In dit stadium werden enkele sporenpaden van grote theropoden foutief geïnterpreteerd als sporen van Hadrosauridae. Nieuwe gegevens verkregen uit veldonderzoek in 1998, 2002 en 2003 leverden een tweede versie van de kaart op. Deze tweede versie kwam oorspronkelijk tot stand op basis van afmetingen genomen door een digitale afstandmeter met laser (distometer) op de groevebodem en een persoon verankerd aan een touw in de kalksteenwand, en daarna op papier uitgetekend. In 2003 werden de resultaten overgebracht op een digitale kaart. De derde, volledig nieuwe versie van de kaart dateert uit 2017 en is de meest gedetailleerde en grootste digitale kaart van een sporenlocatie ter wereld. Het toont niet alleen de langste bekende dinosauride sporenpaden, maar ook gedrag dat nooit eerder vastgesteld werd, zoals dieren die halt hielden, zich omdraaiden, dicht naast elkaar liepen, enz. Nauwkeurige orthofoto's vormden de basis van de kaart. Het basisinstrument was een laserscanner met een bereik van duizend meter en een nauwkeurigheid van ca. een cm. Het werd elke honderd meter gepositioneerd binnen een afstand van honderd meter ten opzichte van de wand, wat resulteerde in een puntencluster met honderd miljoen punten. Alle sporen en sporenpaden werden minutieus op de paleolocatie terug in kaart gebracht en vergeleken met oudere analoge kaarten. Elk sporenpad kreeg een individueel nummer beginnend met een letter ('A' voor ankylosauriër, 'O' voor ornithopode, 'S' voor sauropode, 'T' voor theropode) gevolgd door een nummer dat  de sector aanduidt waar het sporenpad begint. De grootteklassen die aan de sporen toegewezen werden volgen de bepalingen zoals gedefinieerd door Razzolini et al. (2017). In 2017 en 2019 werden met een drone van uitgekozen sectoren aanvullende hoge resolutie video's en foto's gemaakt en van individuele morfotypen en sporenpaden high dynamic range foto's.

### Paluxy River Valley
In Paluxy River Valley (Dinosaur Valley State Park, Somervell County, Texas) komen in de onder- en in de midden Thorp Springmembers van de Glen Roseformatie (Laat Boven-Aptien tot in het Onder-Albien van het Onder-Krijt) duizenden sporen en sporenpaden van theropode, sauropode en misschien ook ornithopode dinosauriërs voor.

#### Onderzoeksgeschiedenis
George Adams, een spijbelende schooljongen, was in het begin van de twintigste eeuw de eerste persoon die  dinosauriërsporen in Paluxy River Valley ontdekte, alhoewel Indianen, Spaanse ontdekkingsreizigers en vroege Anglo-Amerikaanse kolonisten ze veel eerder mogelijk ook opgemerkt hebben. Adams deelde zijn ontdekking van drietenige sporen mee aan zijn schoolmeester, die ze als dinosauriërsporen herkende. Ellis W. Shuler publiceerde korte beschrijvingen van deze sporen en benoemde op basis hiervan de ichnotaxa Eubrontes (?) glenrosensis en Eubrontes titanopelopatidus. Daarna werden doorheen het gebied waar de Glen Roseformatie en andere Onder-Krijt eenheden van centraal Texas ontsloten zijn veelvuldig drietenige sporen  gevonden (onder meer Farlow, 1981; Farlow, 1987; Sams, 1982; Pittman, 1989; Hawthorne et al., 2002; Rogers, 2002; Farlow et al., 2006).
Tegen het midden van de jaren dertig van de twintigste eeuw hadden plaatselijke bewoners enorme sporen van viervoetige dieren ontdekt waarvan ze aannamen dat ze afkomstig waren van olifanten. Het bestaan van deze sporen werd door de Amerikaanse paleontoloog Roland T. Bird, toentertijd een fossielenverzamelaar voor een andere bekende Amerikaanse paleontoloog, Barnum Brown (verbonden aan het American Museum of Natural History te New York), aan de wetenschap meegedeeld. Toen Bird op weg naar huis van een dag veldwerk een Indiaanse handelspost bezocht in Gallup (New Mexico) zag hij de vermeende sporen van een drietenige dinosauriër en van een "reuzenmens" in losse platte stukken gesteente. Bij navraag vernam hij dat ze afkomstig waren van Glen Rose, een stad in Texas. Alhoewel de sporen die Bird in Gallup gezien had vervalsingen bleken te zijn gemaakt door een plaatselijke bewoner (George Adams zelf) om te verkopen aan goedgelovige toeristen, ontdekte hij dat de vervalste drietenige sporen gebaseerd waren op authentieke originelen in de bedding van de Paluxy River (Somervell County). Men wees hem ook op onduidelijke, langwerpige sporen in de rivierbedding, die de locale bewoners "moccasinsporen" of "mensensporen" noemden, en op de enorme "olifantsporen" die Bird onmiddellijk herkende en aan sauropoden toewees. De sauropodensporen en de drietenige sporen werden door Bird in 1939 in een kort populairwetenschappelijk artikel beschreven. In dat artikel vermeldde hij ook de "mensensporen" in de hoop om Harry F. Sinclair, oliemagnaat en belangrijke beschermheer en geldschieter van Barnum Brown’s veldonderzoeken naar dinosauriërs, te vermaken. In 1940 keerde Bird terug naar Texas met een groep arbeiders betaald met federaal geld om delen van twee sporenpaden van een sauropode, die blijkbaar door een vleeseter achtervolgd werd, te verzamelen. De sporen en de omgevende matrix werden in stukken uit de rivierbedding gehaald en tenslotte in het American Museum of Natural History terug samengesteld achter het skelet van een Apatosaurus. Een tweede segment van de beide sporenpaden werd samengesteld in een bijgebouw van het Texas Memorial Museum te Austin en voor andere instituten werden afzonderlijke sporen verzameld. De "mensensporen" die Bird in zijn artikel vermeldde werden door Bijbelse fundamentalisten die de gebeurtenissen in het boek Genesis letterlijk interpreteerden als echt beschouwd, vooral dan de grote specimina die volgens hen gemaakt werden door de reuzen - Nephilim - in Genesis 6: 1-4. Het "gelijktijdig voorkomen" van menselijke voetsporen en van dinosauriërsporen werd door hen als "bewijs" gebruikt tegen zowel de hoge ouderdom van de Aarde als tegen de evolutie van het Leven. De "mensensporen" werden prominent gebruikt in publicaties van creationisten, maar onder meer de creationist Neufeld (1975) verwierp de claim. In de tachtiger jaren reageerde de wetenschappelijke wereld dat de "mensensporen" geen geraffineerde vervalsingen waren of spelingen van erosie, maar varianten van drietenige dinosauriërsporen die een ongewone manier van voortbewegen vertegenwoordigen (onder meer Farlow, 1987; Hastings, 1986; 1987; Kuban, 1986; 1989a; 1989b). Farlow et al. (1989) beschreven en benoemden de sauropodensporen van Paluxy River officieel als Brontopodus birdi. Deze ichnofossielen zijn het beste voorbeeld van "breedspoor" sauropodensporenpaden. Om de dinosauriërsporen en de omgevende natuurgebieden te beschermen werd in 1970 Dinosaur Valley State Park opgericht. De sporen die door Bird en zijn team geborgen werden vormen slechts een fractie van de ichnologische rijkdom van Dinosaur Valley State Park.
Kuban maakte tijdens de tachtiger en negentiger jaren kaarten van tientallen sporenpaden van verschillende sites in het park en Farlow verrichtte regelmatig veldwerk, waarbij hij de enorme omvang van het werk vaststelde dat zou moeten verzet worden om de sites met sporenpaden adequaat te documenteren. In 2008 en 2009 kon Farlow met een internationaal team, dankzij financiële steun van instanties uit het Verenigd Koninkrijk, Spanje en de Verenigde staten en het ter beschikking stellen van voldoende mankracht, intensief onderzoek en documentering van verschillende belangrijke sporenpaden in de bedding van Paluxy River en binnen de grenzen van Dinosaur Valley State Park uitvoeren. Deze sporenpaden mochten niet bedekt zijn door grind- en zandrivierafzettingen die te uitgebreid waren om te verwijderen of waarvan de verwijdering te verstorend zou zijn voor de betrokken riparische en aquatische ecosystemen.

#### Onderzoeksmethoden

Westelijke oever van de Birdsite in de bedding van Paluxy River (Onder-Krijt, Glen Rose, Texas). Een spoor van een theropode (links) heeft de rand van het spoor van een sauropode licht vervormd (Farlow et al., 2012).

Het veldonderzoek van Farlow en zijn team had zes langetermijndoelen ; de oprichting van een hernieuwbare gegevensbank met informatie over sporen(paden)- en sporen(pad)locaties, het documenteren van de mate van variabiliteit in spoormorfologie binnen elk morfotype en de sedimentatiefactoren die deze variabiliteit bepalen, het vaststellen van het aantal morfotypes en het aantal dieren dat de sporen en sporenpaden maakte, het vaststellen van het gedrag van de dinosauriërs tijdens het maken van de sporen, het bepalen van het tijdsinterval waarbinnen sporenhoudende lagen sporen accumuleerden en het determineren van een gepaste naamgeving voor de drietenige sporen. In 2008 en 2009 werd het werk vergemakkelijkt door droogte waardoor paleosites die normaal onder water lagen zichtbaar werden of waardoor waterniveaus voldoende zakten en het mogelijk werd om de sporen(paden) te fotograferen. De werkomstandigheden waren echter niet altijd gunstig omdat al in de late ochtend de wind krachtig genoeg was om rimpelingen op het wateroppervlak te veroorzaken waardoor de zichtbaarheid van de sporen(paden) verminderd werd. In 2009 deed een storm het waterpeil van de Paluxy River stijgen waardoor Farlow's team het veldwerk enkele dagen moest onderbreken omdat enkele belangrijke locaties overstroomden. Bird ervoer dezelfde problemen. Tijdens het veldonderzoek werden zowel eenvoudige als hoogtechnologische methoden aangewend. Gebruikmakend van bezems, borstels, hogedrukreinigers, spaden en kruiwagens en vaak met de hulp van vrijwilligers uit heel Texas, werd begonnen met het verwijderen van sediment dat de sporenlocaties bedekte. Elke vrijgemaakte site waarvan het spoorhoudende oppervlak zich boven het waterniveau bevond werd voorzien van een met krijt uitgetekend raster bestaande uit vierkanten van 1m². Daarna werd een GPS systeem gebruikt voor georeferentie van de sporen en andere kenmerken op de spoorhoudende oppervlakte. Overlappende delen van sporenlocaties werden samengevoegd gebruik makend van GIS om fotomozaïeken van de sites te vervaardigen. Van afzonderlijke sporen en van sporenpaden werden duizenden foto's genomen vanop zowel grondniveau als vanop een verhoogd platform. Waar mogelijk werden de oppervlaktecontouren van afzonderlijke sporen en sporenpaden op plasticvellen vastgelegd. Sporen, staplengte en individuele spoorpositie werden rechtstreeks gemeten. Van enkele beter gepreserveerde drietenige sporen werden afgietsels gemaakt. Voor vergelijking met eerder stratigrafisch onderzoek (bv. Hawthorne, 1990) werd langs de rivieroever buiten de oostelijke grenzen van het Dinosaur Valley State Park een stratigrafische sectie tot op een centimeter precies gemeten door op de blootliggende sedimentwand intervals van tien centimeter aan te brengen. Vanuit dit intervalkader werden gesteentelagen bestudeerd, beschreven, gefotografeerd en in het veld geschetst.

#### Geologische context
Paluxy River heeft in de loop van miljoenen jaren haar loop uitgesneden en zo sporenhoudende lagen blootgelegd in en juist boven haar bedding. De sites met dinosauriërsporen binnen de grenzen van Dinosaur Valley State Park situeren zich waar de rivier naar het noorden stroomt vooraleer een haarspeldbocht naar het zuiden te maken. De plaatselijke stratigrafische sectie omvat de Onder- en Midden Thorp Spring Members van de Glen Roseformatie uit het Laat Boven-Aptien tot Onder-Albien van het Onder-Krijt, waarvan gedetailleerde stratigrafische secties aangeven dat op vier horizonten sporenpaden van dinosauriërs voorkomen. De meeste sites bevinden zich in de twintig tot dertig cm dikke Main Tracklayer die uit zandige homogene dolomitische wackestone bestaat. De 'Main Tracklayer' wordt zo genoemd omdat het de sporen bevat die door de toevallige voorbijganger het gemakkelijkst gezien worden. De sporen in de Main Tracklayer bleven bewaard als holle epireliëfs met duidelijke contouren. Ze zijn meestal vrij diep, vooral de sauropodensporen die soms door de sporenhoudende laag tot in de onderliggende siltlaag doorgedrukt zijn. De wanden van de teenindrukken zijn bij de drietenige sporen bijna altijd wat 'ingestort' of de teenindrukken zijn bedekt door sediment. Met nog andere kenmerken wijst dit op een samendrukbaar substraat tijdens het achterlaten van de sporen. De Taylor Site Tracklayer is een grainstone die sterk gelaagd is aan de basis en gebioturbeerd aan de bovenkant. De preservering van de sporen verschilt sterk van die in de Main Tracklayer. De Taylor Site bevat talrijke opeenvolgende sporen (sporenpaden) met langwerpige sporen die afdrukken van de middenvoetsbeenderen vertonen. De meeste zijn grotendeels gevuld met blauwachtiggrijs sedimentair gesteente. Deze opvulling vervaagt hun topografisch reliëf tegenover het omringend gesteente, wat bijgedragen heeft tot de 'mensachtige' vormen die door creationisten als "voetsporen van mensen" geïdentificeerd werden. Maar goed gereinigd vertonen de opgevulde sporen duidelijk drie tenen, en boormonsters die aan de rand van de opvullingen genomen werden laten zien dat de originele sporen een diepte van verschillende centimeter hadden vooraleer ze door sediment opgevuld werden. Tijdens droogteperiodes met laag rivierpeil kwamen de sporen regelmatig droog te liggen waardoor de ijzerrijke sedimentopvulling hier en daar roodachtigbruin oxideerde en de contouren van de sporen nog duidelijker werden. Sommige sporen van de Taylor Site hebben een bol epireliëf waardoor ze topografisch wat hoger liggen dan het omringende gesteente. Een van de sporenpaden van de Taylor Site bevat meer dan tweehonderd sporen. Buiten dinosauriërsporen bevat de Main Tracklayer zeer talrijke openingen van door ongewervelden gemaakte vertikale graafgangen. Ongeveer even lange, onvertakte buisvormige sporenfossielen worden algemeen toegewezen aan het ichnogenus Skolithos en wijzen op een intertidale tot ondiepe subtidale afzettingsomgeving, waarin veel dinosauriërsporen voorkomen.

#### Morfotypen

Taylor (track)Site, Paluxy River, Glen Rose (Onder-Krijt, Texas). Twee opeenvolgende 'verlengde' drietenige sporen (IIS,-3 en IIS,-2) van een theropode dinosauriër. De meterstok geeft een idee van de grootte (Farlow et al., 2012).

Niettegenstaande het gebied met zichtbare sporenlocaties langs Paluxy River groot is, konden maar twee morfotypen dinosauriërsporen onderscheiden worden, wat op een lage ichnologische diversiteit wijst.
De locaties met drietenige sporen (van bipedale dinosauriërs) vormen een natuurlijk labo voor onderzoek naar de extramorfologische effecten op de sporen door substraatomstandigheden en de bewegingen van de sporenmakers die een verscheidenheid aan sporenvormen vanuit een uniforme voetvorm teweegbrachten. Niettegenstaande enkele drietenige sporen in de Main Tracklayer heel goed gepreserveerd zijn en zelfs sporen van teenkussens in de teenafdrukken vertonen, hebben de meeste sporen beschadigde tenen ten gevolge van plastische vervorming waardoor ze korter en stomper geworden zijn dan ze oorspronkelijk waren. De wanden van de teenafdrukken zijn vaak naar elkaar toe ingestort waardoor de teenafdrukken overdekte tunnels werden en waardoor de aan de oppervlakte zichtbare teenlengte aanzienlijk kleiner werd dan de lengte van de (teen)tunnels onder het sedimentoppervlak. Sommige teenafdrukken zijn weinig meer dan een soort voorwaarts gerichte snedevormige verlengingen in het sediment vertrekkend vanuit een 'voet'spoor. Sommige sporenpaden tonen dat een dier ook delen van de middenvoet in het substraat drukte, ofwel bewust ofwel onbewust, resulterend in 'verlengde' sporen. Al deze extramorfologische kenmerken bemoeilijken de juiste anatomische interpretatie van de drietenige sporen.
De zogenaamde "mensensporen" die geen sporen van erosie zijn of niet door mensen ingekerfde symbolen, zijn verlengde metatarsale sporen waarvan de vorm van de teenafdrukken door de invloed van één of meerdere factoren (erosie, opvulling met sediment, instorting) vervaagd is, en waardoor het overblijvende metatarsale deel "mensachtig" lijkt. Het is twijfelachtig of zulke sporen zouden kunnen beschouwd worden als een afzonderlijk morfotype dat verschilt van de meer typische drietenige sporen. Alhoewel bij de "mensensporen" het topografisch reliëf van de tenen bijna verdwenen is, vertonen ze toch driehoekige uiteinden die op een drietenige vorm wijzen, en de afdrukken van de tenen van sommige "verlengde" sporen van de Taylor Site worden geaccentueerd door kleurverschillen tussen opvullend sediment en het omringend gesteente. Sommige drietenige sporen van deze site hebben een positief reliëf in verhouding tot het omringend gesteente. De best bewaard gebleven drietenige sporen hebben lange en smalle, puntig uitlopende teenafdrukken. De afdruk van de derde teen is ietwat S-vormig en het uiteinde ervan is mediaal gericht. De lengte van de drietenige sporen is typisch 45 tot 60 cm, wat wijst op een grote theropode dinosauriër. Een goede kandidaat is Acrocanthosaurus atokensis, een grote carcharodontosauride waarvan beenderen gevonden werden in sedimenten uit het Onder-Krijt (Aptien-Albien) van Oklahoma, Maryland en Texas. Een specimen werd op Hobson Ranch (Parker County, Texas) gevonden, slechts een zeventigtal kilometer van Glen Rose. Mogelijk werden sommige van de kleinste drietenige sporen gemaakt door lichtgebouwde ornithopode dinosauriërs. Alhoewel sommige grote drietenige sporen van de Main Tracklayer lijken op sporen van ornithopoden, komen er in de Main Tracklayer geen sporen voor die ondubbelzinnig als die van grote ornithopoden kunnen geïdentificeerd worden.
De sporen van sauropode dinosauriërs te Glen Rose behoren tot de best bewaarde ter wereld. Goed gepreserveerde afdrukken van de hand zijn helemaal vooraan het diepst en in het midden het ondiepst, en hebben een paardenhoefachtige vorm. De tweede, derde en vierde vinger vormden een compact geheel en waren gescheiden van de eerste en de vijfde vinger. Een afdruk van een klauw aan de eerste vinger is niet aanwezig. Afdrukken van de voet hebben de afdrukken van de hand achteraan vaak platgedrukt of zelfs uitgewist. Ze zijn veel groter dan de handafdrukken, zijn ietwat driekhoekig van vorm en hebben doorgaans een lengte van ongeveer een meter. Goed gepreserveerde voetafdrukken vertonen drie grote zijwaarts gerichte klauwindrukken, sommige aan de zijkanten ook nog extra nagel- en eeltsporen. De voetafdrukken zijn het diepst langs de middellijn, vooral aan de voor- en achterkant van de afdruk, en het ondiepst naar de zijrand van de afdruk toe, en ze zijn zo diep als, of dieper dan, geassocieerde afdrukken van de hand. Zowel de afdrukken van de hand als van de voet bevinden zich meestal ver van de sporenpadmiddellijn, de afdrukken van de voet meer dan de afdrukken van de hand, waardoor het ichnospecies Brontopodus birdi, de sauropodensporen van Paluxy River, hét voorbeeld is van de brede sauropodensporenpaden. In verhouding tot de looprichting van de dieren die de sporen maakten zijn zowel de afdrukken van de hand als van de voet naar buiten gekeerd. De voetafdrukken staan onder een hoek van ongeveer 100 tot 120°. Brontopodus birdi wordt toegeschreven aan Paluxysaurus jonesi (klade Titanosauriformes), waarvan beenderen, onder meer van de voet, bekend zijn uit lagen van ongeveer dezelfde ouderdom als de Paluxy Riversporen en uit hetzelfde gebied. Volgens Wedel et al. (2000) kunnen de Brontopodussporen ook door Sauroposeidon proteles gemaakt zijn, maar de structuur van het voetskelet is onbekend. De Amerikaanse paleontoloog Michael D'Emic stelde in 2011 en 2012 echter dat Paluxysaurus een jonger synoniem van Sauroposeidon zou zijn.

#### Preservatie
Eens blootgelegd door Paluxy River zijn de sporen nog slechts tijdelijke fenomenen. Zo zijn vele sporen van de Main Tracklayer grenzend aan de groeve van Bird tussen 1940 en 2010 door natuurlijke erosie vervaagd of vernield, ook de sporen die in de tachtiger jaren door Kuban, O'Brien en Farlow bestudeerd werden. De Park Overlook Site, die langs de rivier tussen de Main Tracksite en de Denio Branch Mouth Site lag en in de tachtiger jaren een heel goed gepreserveerd sporenpad van een theropode bevatte, is verdwenen. Een nog grotere bedreiging voor de sporen dan de eroderende werking van de rivier is bevriezing van het sedimentoppervlak tijdens de winter wanneer het rivierpeil zo laag staat dat de sporen blootgesteld zijn, waardoor ze versplinteren. Zo lang de rivier stroomt wordt er een relatief evenwicht onderhouden tussen de snelheid waarmee zichtbare sporen door riviererosie uitgewist worden en nieuwe sporen door riviererosie zichtbaar worden. Het voortdurende verlies van sporen door natuurlijke erosie motiveert de implementatie van een informatieve database van de verschillende locaties met sporenpaden die permanent kan bijgehouden worden. Ook sommige sporen van het deel van de 'jachtscène' dat door Bird voor het Texas Memorial Museum verzameld werd en die in de tachtiger jaren nog duidelijk waren, waren rond 2012 al vervaagd. Dit deel van de Main Tracklayer, dat de sporen bevat die als type gelden voor het ichnospecies Brontopodus birdi, werd niet binnenin het museum opgesteld, maar binnenin een klein bijgebouw op het museumterrein. De sedimentplaten met de sporen werden geplaatst op een zandlaag bovenop een betonplaat op de grond. Het bijgebouw werd errond gebouwd. Sinds het veldwerk van Bird heeft zich vanuit de basis in de poreuze sedimentplaten vocht opgehoopt dat het oppervlak dat de sporen bevat bereikte en waardoor deze langzaam begonnen te verweren en te vervagen.

#### Paleo-ecologie en gedrag

Bird (track)Site, Paluxy River, Glen Rose (Onder-Krijt, Texas). Foto door Roland T. Bird (1940) van twee sporenpaden die volgens Bird een versteende jachtscène laten zien. De kalksteenplaten die voor het American Museum of Natural History (AMNH FARB 3065) en het Texas memorial Museum (TMM 40638-1) verzameld werden, evenals de veldnummers van de individuele sporen van de carnivoor (C-sporen links) en van de herbivoor (S-sporen rechts), staan aangeduid. Carnivoorspoor C1K werd niet in de reeks aangeduid omdat het ontbreekt (Farlow et al., 2012).

Bird (track)Site, Paluxy River, Glen Rose (Onder-Krijt, Texas). Hand-voet set van een sauropode (ichnospecies Brontopodus birdi) verzameld door R.T. Bird voor Brooklyn College (New York) (schaalaanduiding met 10 cm-onderverdeling, Farlow et al., 2012).

De homogeniteit van de Main Tracklayer doet vermoeden dat het in één keer afgezet werd. De dichtheid van de Skolithosgraafgangen kan een idee geven hoe lang het eens modderige substraat, dat uiteindelijk door lithificatie de Main Tracklayer werd, blootgesteld was vóór bedekking door sediment. Indien deze vertikale graafgangen niet door oudere graafgangen snijden, ondersteunt dit de interpretatie dat de sporenpaden in een relatief kort tijdsinterval gevormd werden. In dat geval zou het aantal sporenpaden als een functie van de grootte van dagzomende sporenlagen kunnen dienen voor een schatting van de plaatselijke aantallen dinosauriërs. Het gezamenlijk voorkomen van theropode en sauropode sporen, vooral in kalkgesteenten van een kustmilieu, is een veel voorkomend kenmerk van sedimentgesteenten die dinosauriërsporen bevatten. Maar gezien de grote afmetingen van de dinosauriërs die de sporen maakten en het carnivoor dieet van de theropoden is het onwaarschijnlijk dat de dieren beperkt waren tot de kustlijn waar hun sporen gepreserveerd zijn, vooral omdat de beenderen van de vermoedelijke sporenmakers aangetroffen worden in meer landinwaarts gelegen klastische facies. De meeste sporenpaden met drietenige sporen lopen doorgaans van noord naar zuid, en omgekeerd, in ongeveer dezelfde aantallen. Dit patroon komt veel voor bij dinosaurische sporenpadlocaties en suggereert dat de dieren zich heen en terug langs de plaatselijke kustlijn in het toenmalige Glen Rosegebied verplaatsten, maar levert geen informatie of de theropoden zich in groep of alleen verplaatsten. De sporenpaden van de sauropoden laten in tegenstelling tot die van de theropoden zien dat de dieren een sterke voorkeur hadden voor zuidwaarts trekken en doet vermoeden dat ze in kuddes door het gebied trokken. Het totale aantal sauropoden in deze kuddes zal hoger geweest zijn dan het aantal sporenpaden zichtbaar in de rivierbedding omdat laterale riviererosie doorlopend 'nieuwe' sporenpaden zichtbaar maakt. Het is onbekend hoe ver weg van de riviervallei in de Main Tracklayer sporen voorkomen. Indien sauropoden in kudden trokken dan wandelden minstens enkele individuen niet naast elkaar, daar sommige sporenpaden elkaar kruisen. Een bepaald dier wandelde juist parallel aan zijn buur.
Volgens de Amerikaanse paleontoloog Roland T. Bird wezen de sporen van de Bird Site erop dat een of meerdere grote theropoden een kudde sauropoden achtervolgden, en dat de theropodesporen in de kalksteenplaat van het American Museum of Natural History en het Texas Memorial Museum gemaakt werden door een dier dat een vluchtende sauropode effectief aanviel. Omdat de sporen van de vleeseter herhaaldelijk in de randen van de sauropodensporen gedrukt zijn, een patroon dat ook in andere sauropoden-theropoden sporenassociaties van de Bird Site voorkomt, is het duidelijk dat de theropode na de sauropode over de site wandelde. Beide sporenpaden volgen over een groot deel van hun lengte dezelfde bocht, waarbij het sporenpad van de theropode vlak naast de linkerrand van het sporenpad van de sauropode loopt. Bird's verbeelding werd aangewakkerd door een ontbrekende linkervoetafdruk (die in het sporenpad het nummer C1K zou gedragen hebben) van de theropode die samenvalt met de kortste stap van de rechtervoetsporen (van spoor C1J, waarvan de tenen slechts gedeeltelijk ingedrukt zijn in de voorste rand van het sauropodenspoor S2R, tot spoor C1L) van de grote vleeseter. Bird besloot dat de theropode op dit punt in het sporenpad de sauropode effectief aangevallen had maar dan meegesleept werd en struikelde door de voorwaartse beweging van de veel grotere sauropode waardoor de vleeseter een onvrijwillige voorwaartse sprong maakte en zijn linkervoet de grond niet kon raken. Door deze voorwaartse beweging werd het theropodespoor C1K nooit gemaakt. Farlow et al. (2012) zijn sceptisch over Bird's veronderstelde sprong, maar achten het goed mogelijk dat de vleeseter de planteneter inderdaad op de voet volgde. Indien de theropode werkelijk struikelde na zijn rechtervoet gedeeltelijk neergezet te hebben (spoor C1J) om dan op dezelfde rechtervoet neer te komen waardoor spoor C1L gemaakt werd, dan zou spoor C1L heel ongewoon van vorm moeten geweest zijn, zoiets als een zeer groot slipspoor toen de rechtervoet van de theropode het substraat raakte terwijl het naar voor zwaaide. Rekening houdende met het gewicht van de carnivoor zou spoor C1L waarschijnlijk opvallend diep moeten geweest zijn en waarschijnlijk volledig door de Main Tracklayer gedrukt, zoals het geval is bij vele van de sauropodensporen. Maar er lijkt niets ongewoons te zijn aan dit spoor.